# Columbo
Columbo ist eine von den Drehbuchautoren Richard Levinson und William Link erschaffene, US-amerikanische Kriminalfilm-Reihe, die zwischen 1967 und 2003 von Universal Television produziert wurde. Die mit zahlreichen Preisen ausgezeichnete Fernsehserie umfasst einen Fernsehfilm, einen Pilotfilm sowie zehn Staffeln mit weiteren 67 Episoden.
Im Mittelpunkt der Serie steht die Aufklärung von Mordfällen durch den Kriminalkommissar Columbo von der Mordkommission des Los Angeles Police Departments. Im Gegensatz zu üblichen Krimiserien weiß der Columbo-Zuschauer von Beginn an, wer der Mörder ist. Bis auf wenige Ausnahmen wird anfangs jeder Folge das Tatmotiv offenbart und der Mord inklusive detaillierter Tatvorbereitungen durch den Mörder gezeigt. Durch ihre exponierte gesellschaftliche Stellung, ihre Zugehörigkeit zur High Society und einen vermeintlichen Intellekt fühlen sich die Täter dem bescheiden auftretenden Columbo zunächst überlegen. Im Verlauf der Episode beobachtet der Zuschauer jedoch, wie der scharfsinnige Columbo mit pedantischen Frage- und Ermittlungsmethoden den Mordverdächtigen zunehmend in die Enge treibt und letztlich überführt.
Der Schauspieler Peter Falk prägte die Figur Columbo maßgeblich und verhalf der Serie zu bis heute anhaltender, weltweiter Popularität.

## Entstehungsgeschichte

### Entwicklung der Figur Columbo (1960)
Zu Beginn des Jahres 1960 gerieten die jungen, bereits in Hollywood etablierten Drehbuchautoren William Link und Richard Levinson in finanzielle Nöte. Verantwortlich für diese Lage war ein von Januar bis Juni 1960 anhaltender Streik der Drehbuchautorengewerkschaft Writers Guild of America. Aus dieser Drucksituation heraus erfanden Link und Levinson Columbo. In den ersten verfassten Skriptversionen hieß der Lieutenant zunächst Lieutenant Fisher, wurde im Verlauf der Geschichtenentwicklung allerdings in Lieutenant Columbo umbenannt – eine Hommage der Autoren an die Figur Gamaschen-Colombo aus Billy Wilders Kinohit Manche mögen’s heiß.
Die Figur des Kriminalbeamten Columbo entspringt zwei literarischen Vorbildern – zum einen Pater Brown, dem von Gilbert Keith Chesterton erfundenen empathischen Pfarrer, der als Hobby Kriminalfälle löst, zum anderen dem Untersuchungsrichter Porfirij Petrowitsch aus Dostojewskis Roman Schuld und Sühne. Dieses Werk der Weltliteratur hatte das Autorenduo am College studiert. Aus Schuld und Sühne übernahmen Link und Levinson zudem die ungewöhnliche Erzählstruktur der invertierten Detektivgeschichte. Bei dieser besonderen Erzählweise verfolgt der Rezipient, der den Täter bereits seit Beginn der Geschichte kennt, wie der durchdacht vorgehende Ermittler den Tatverdächtigen Schritt für Schritt in die Enge treibt und letztlich des Mordes überführt. Der Ermittler hat die Aufgabe, den Wissensvorsprung aufzuholen, den sowohl der Täter als auch die Zuschauer haben. Das Prinzip der invertierten Erzählweise benutzte bereits Alfred Hitchcock in seinen Verfilmungen Cocktail für eine Leiche (1948) und Bei Anruf Mord (1954).

### Erste Publikation (1960)
Die ersten publizierten Wurzeln von Columbo liegen in Alfred Hitchcock’s Mystery Magazine vom März 1960. In dem etablierten Krimiheft wurde die von Link und Levinson verfasste Kurzgeschichte May I Come In? unter dem vom Verlag eigenmächtig umbenannten Titel Dear Corpus Delicti veröffentlicht. In der Kurzgeschichte ermordet ein Psychiater seine Frau und verschafft sich mit Hilfe seiner jungen Geliebten ein wasserdichtes Alibi. Trotzdem wird er von Lieutenant Fisher, einem unscheinbaren, tatsächlich jedoch sehr erfahrenen und hartnäckigen Lieutenant, zur Strecke gebracht. Der Titel bezog sich auf die Schlussszene der Erzählung: Der Lieutenant klopft an der Tür des Mörders und fragt höflich: „Darf ich eintreten?“, um kurz darauf den Überführten zu verhaften.

### Erster Fernsehauftritt (1960)
Auf Grundlage dieser Kurzgeschichte erarbeiteten Link und Levinson mit Blick auf eine im Mai 1960 gestartete NBC-Krimi-Show das Drehbuch für einen Krimi mit dem Titel Enough Rope – das erste offizielle Drehbuch mit einem Lieutenant Columbo. Der Titel Enough Rope leitet sich vom amerikanischen Sprichwort „Give him enough rope and he will hang himself“ ab – sinngemäß „Lass ihn an der langen Leine zappeln, dann wird er sich schon in seiner eigenen Schlinge verfangen“. NBC erwarb das Skript, und so tauchte Lieutenant Columbo nur wenig später am 31. Juli 1960 im Rahmen der am Sonntagabend ausgestrahlten TV-Krimi-Reihe The Chevy Mystery Hour erstmals im Fernsehen auf. Die von Walter Slezak präsentierte Sendung wurde zuvor live on tape und in Farbe aufgezeichnet. Columbo wurde seinerzeit durch den Schauspieler Bert Freed dargestellt, als Gegenspieler und Mörder agierte Richard Carlson in der Rolle des Psychologen Dr. Roy Fleming. Die Autoren waren unzufrieden mit der Regie und den schlechten Produktionsbedingungen.

### Bühnenstück (1962)
Link und Levinson glaubten weiterhin an das außergewöhnliche Potential ihrer Geschichte und schrieben, basierend auf ihrem Drehbuch Enough Rope, das Bühnenstück Prescription: Murder (dt.: Rezept: Mord bzw. Mord nach Rezept). Theaterproduzent Paul Gregory erwarb die Rechte und besetzte das Stück mit durchweg hochkarätigen Topstars. Für die Hauptrolle als Psychiater und Mörder Dr. Roy Flemming engagierte Gregory den Hollywood-Star Joseph Cotten, die mehrfach oscar-nominierte Agnes Moorehead spielte das Mordopfer Mrs. Flemming, und der oscarprämierte Thomas Mitchell spielte den stets Zigarre rauchenden Lieutenant Columbo. Das Theaterstück feierte am 15. Januar 1962 in San Francisco Premiere. Von da aus tourte das Starensemble vor zumeist ausverkauften Theaterhäusern durch zahlreiche Städte der USA in Richtung Ostküste. Planmäßig sollte das Stück am Ende der Tournee am Broadway in New York City aufgeführt werden. Produzent Gregory und die Darsteller bemängelten hingegen das als zu langsam empfundene Tempo des Theaterstücks. Doch Link und Levinson waren zu keinen Änderungen am Skript bereit und verärgerten damit Gregory und die Schauspieler nachhaltig. Dem Publikum hingegen gefiel das ruhig präsentierte Stück, und überraschend stellte sich die Rolle des Lieutenant Columbo als absoluter Publikumsfavorit heraus. Doch der Erfolg des Stücks hielt nicht lange an. Während einer Tourneestation in Philadelphia Ende Februar erkrankte Columbo-Darsteller Thomas Mitchell schwer und musste operiert werden. Deshalb wurde er durch den als wenig charismatisch beschriebenen Schauspieler Howard Wierum ersetzt. Ohne den Superstar Mitchell fielen die Kritiken zunehmend verhalten aus. Fortan ließen die Besucherzahlen stark nach, und die Tournee wurde vorzeitig nach einer letzten Vorstellung in Boston am 26. Mai 1962 beendet.

### Peter Falk wird Columbo (1967)
Unterdessen kehrten Link und Levinson zurück nach Hollywood und schrieben zahlreiche Drehbücher und Skripte für verschiedene TV-Krimireihen wie Alfred Hitchcock präsentiert (1961–1963), Dr. Kildare (1963) und Dr. Kimble auf der Flucht (1964–1965). Anschließend erschufen sie die kurzlebige Spionage-TV-Serie Jericho, die lediglich zwischen September 1966 und Januar 1967 bei CBS ausgestrahlt wurde.
Zeitgleich suchte die boomende Fernsehwelt händeringend nach guten Drehbüchern für Fernsehfilme. Folglich präsentierte der Künstleragent von Link und Levinson dem Produktionsunternehmen Universal Television eine erneut überarbeitete Drehbuchversion von Prescription: Murder – und stieß damit auf große Begeisterung seitens Universal. Man einigte sich darauf, das Drehbuch als Fernsehfilm für den US-TV-Sender NBC zu verfilmen. Das sollte vorerst die Krönung der Kriminalerzählung sein, die 1960 zunächst unter dem Titel May I Come In? begann, wenig später als Kurzgeschichte Dear Corpus Delicti publiziert wurde, dann zum TV-Kriminalstück Enough Rope umgeschrieben wurde, anschließend als Theaterstück Prescription: Murder kurzzeitig für Furore sorgte, um schließlich als Fernsehfilm Prescription: Murder (dt. Mord nach Rezept) im Hauptabendprogramm bei NBC seinen Höhepunkt zu feiern.
Als erster Columbo-Produzent und -Regisseur fungierte der sehr erfahrene Universal-Television-Mitbegründer und -Vizepräsident Richard Irving. In Absprache mit Link und Levinson ließ Irving aus Budgetgründen den Ort der Handlung von New York nach Los Angeles verlegen. Nachdem Bing Crosby und Lee J. Cobb das Angebot, Columbo zu spielen, abgelehnt hatten, wurde letztlich Peter Falk für die Hauptrolle verpflichtet. Dabei befand man Falk mit 39 Jahren eigentlich als zu jung für die Rolle, doch Richard Irving konnte Link und Levinson von Peter Falk überzeugen.

## Produktion

### Produktionsübersicht
| Staffel     | Episodenanzahl | Erstausstrahlung USA | Erstausstrahlung USA | Deutschsprachige Erstausstrahlung | Deutschsprachige Erstausstrahlung |
| Staffel     | Episodenanzahl | Staffelpremiere      | Staffelfinale        | Staffelpremiere                   | Staffelfinale                     |
| ----------- | -------------- | -------------------- | -------------------- | --------------------------------- | --------------------------------- |
| Fernsehfilm | 1              | 20. Februar 1968     | 20. Februar 1968     | 11. Oktober 1969                  | 11. Oktober 1969                  |
| Pilotfilm   | 1              | 1. März 1971         | 1. März 1971         | 17. Mai 1973                      | 17. Mai 1973                      |
| 1           | 7              | 15. September 1971   | 9. Februar 1972      | 10. April 1975                    | 4. September 1975                 |
| 2           | 8              | 17. September 1972   | 25. März 1973        | 27. Februar 1975                  | 7. Januar 1992                    |
| 3           | 8              | 23. September 1973   | 5. Mai 1974          | 19. April 1975                    | 17. März 1992                     |
| 4           | 6              | 15. September 1974   | 27. April 1975       | 18. September 1975                | 25. Februar 1992                  |
| 5           | 6              | 14. September 1975   | 2. März 1976         | 24. Mai 1980                      | 31. März 1992                     |
| 6           | 3              | 10. Oktober 1976     | 22. Mai 1977         | 7. April 1992                     | 21. April 1992                    |
| 7           | 5              | 21. November 1977    | 13. Mai 1978         | 27. Dezember 1980                 | 3. März 1992                      |
| 8           | 4              | 6. Februar 1989      | 1. Mai 1989          | 2. April 1991                     | 7. Mai 1991                       |
| 9           | 6              | 25. November 1989    | 14. Mai 1990         | 16. April 1991                    | 4. Juni 1991                      |
| 10          | 14             | 9. Dezember 1990     | 30. Januar 2003      | 28. April 1992                    | 7. September 2004                 |

### Fernsehfilm
→ Hauptartikel: Columbo: Mord nach Rezept

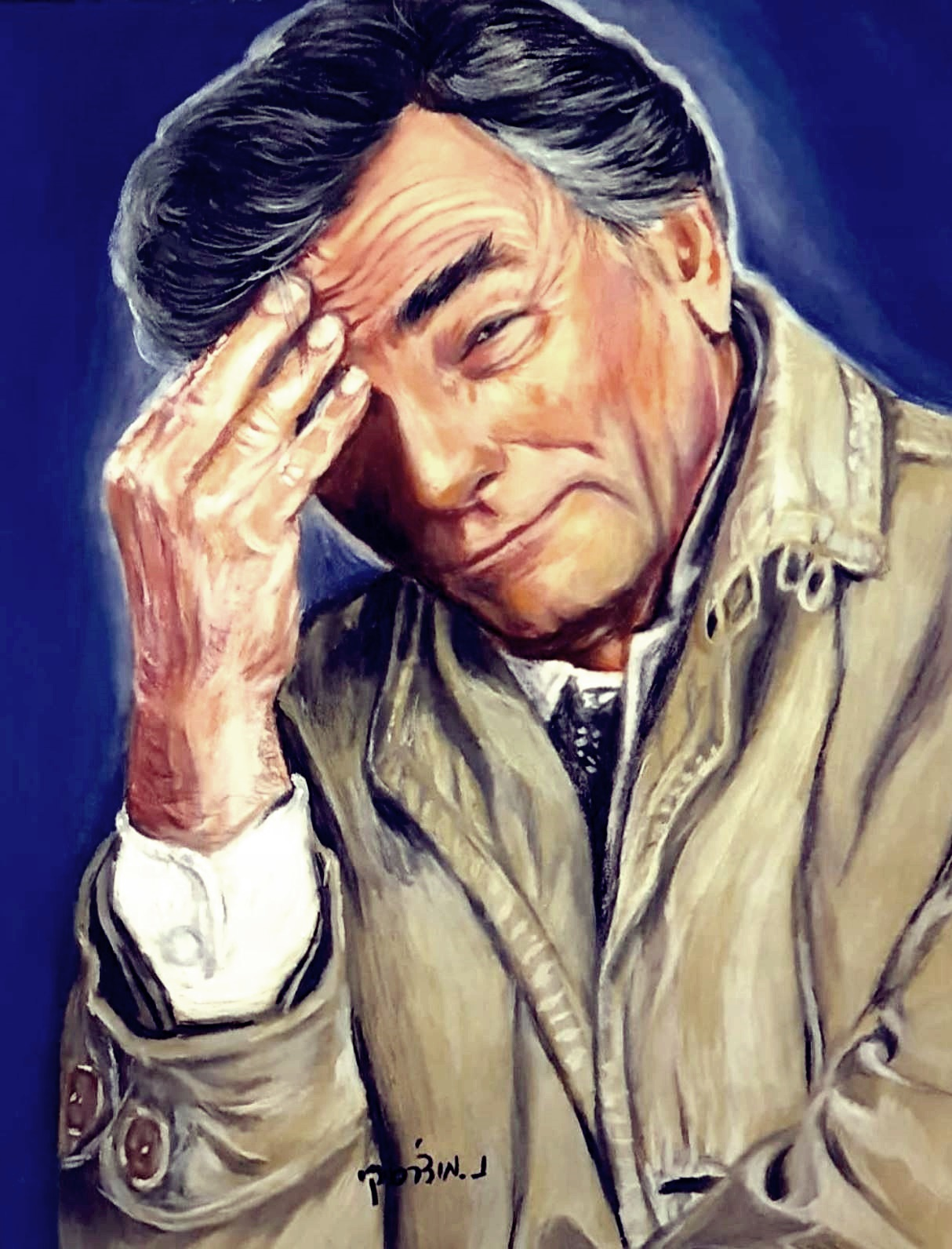
Peter Falk spielte in Mord nach Rezept erstmalig Columbo

Der 95-minütige Fernsehfilm Mord nach Rezept mit Peter Falk als Lieutenant Columbo und Gene Barry in der Rolle des Mörders Dr. Ray Flemming wurde im Juni und Juli 1967 an insgesamt 18 Drehtagen zum überwiegenden Teil in den Universal Studios unter der Regie von Richard Irving produziert. Mord nach Rezept wurde 1967 als Einzelproduktion konzipiert. Eine spätere Serienproduktion stand zunächst nicht zur Debatte. Der am 20. Februar 1968 auf NBC als Movie of the week ausgestrahlte Film wurde von rund 25 Millionen Zuschauern bei einer 40-prozentigen Einschaltquote gesehen und landete damit auf Platz 4 der meistgesehenen TV-Sendungen der Woche. In Deutschland wurde der Film am späten Samstagabend des 11. Oktober 1969 in der ARD erstmals gezeigt.
In Mord nach Rezept sind erstmals die für alle weiteren Episoden geltenden Zutaten eines typischen Columbo-Krimis zu begutachten. Der Filmhistoriker Kay Weniger dazu: „Columbos Understatement-Image, gepaart mit großer Zähigkeit und einer unbestechlichen Auffassungsgabe und Logik, begründete den Erfolg dieser von seinen Gegenspielern häufig unterschätzten Figur. Columbos Masche war stets, als der ein wenig zerstreut wirkende Ermittler mit zerbeultem, knatterndem Peugeot 403 und zerknittertem Trenchcoat aufzutreten und damit den Hauptverdächtigen in trügerischer Sicherheit zu wiegen.“ Der Hauptdarsteller Gene Barry konfrontiert in seiner Rolle als Psychiater Dr. Ray Flemming den ermittelnden Columbo mit einer wegweisenden Charakterisierung und Psychoanalyse des Lieutenants: „Columbo, Sie sind einfach umwerfend. Umwerfend. Sie sind bei weitem der beharrlichste Mensch, der mir begegnet ist. Aber sympathisch, das ist das Erstaunlichste daran. Hat Ihnen schon mal jemand gesagt, dass Sie sehr komisch sind? (...) Sie wirken auf mich wie ein durchtriebender Kobold, der seine Giftpfeile losschwirren lässt.(...) Die Anspielungen, die Themenwechsel, Sie stecken voller Tücken, Columbo. Selbst die Zigarre ist Mittel zum Zweck. Sie sind ein Schulbeispiel für Kompensation, für Anpassungsfähigkeit. Sie sind ein intelligenter Mensch, Columbo, aber Sie kaschieren es. Sie tun so als wären Sie ein Trottel. Und warum? Wegen Ihrer Erscheinung, mein Freund. Sie wissen, Sie würden niemanden durch Auftreten und Benehmen beeindrucken. So machen Sie aus den Mängeln eine Tugend. Sie arbeiten mit dem Überraschungseffekt. Man unterschätzt, verkennt Sie. Und so bringen Sie die Menschen zu Fall.“

### Pilotfilm
→ Hauptartikel: Columbo: Lösegeld für einen Toten

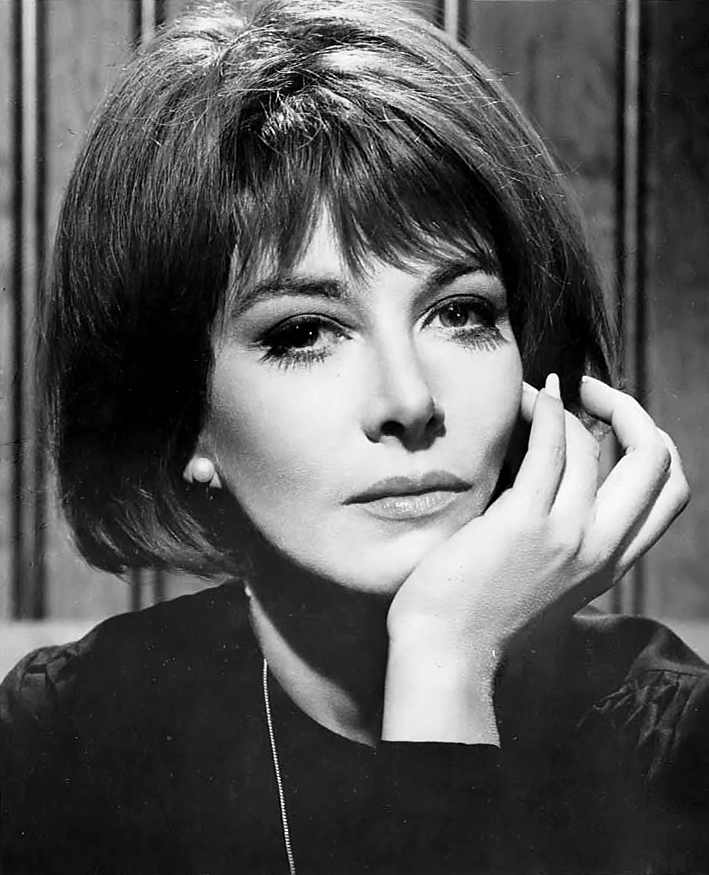
Lee Grant spielt im Pilotfilm die mordende Staranwältin Leslie Williams

Der Quotenerfolg veranlasste NBC, den Wunsch an Universal Television zu äußern, Columbo als Serie zu produzieren. Doch Levinson, Link und Falk hielten es für unmöglich, eine wöchentliche Serie mit den im US-Fernsehen üblichen 22 Episoden pro Jahr für die von Herbst bis Frühjahr laufende TV-Seriensaison zu drehen, und lehnten ab. Als damaliger Präsident der Universal Television versuchte Sidney Sheinberg fortan, das Autorenduo und Falk immer wieder von einer Serienproduktion zu überzeugen. Nachdem sämtliche Versuche seitens Sheinberg misslungen waren, ließ er ein neues Format namens NBC Mystery Movie entwickeln. Bei diesem Konzept sollten sich drei Krimiserien im wöchentlichen Turnus abwechseln. Pro Serie mussten so lediglich sieben oder acht Episoden produziert werden, um die 22 Folgen für eine Seriensaison zu erreichen. Und Columbo sollte laut Sheinbergs Plan eine dieser drei Serien neben Ein Sheriff in New York und McMillan & Wife sein. Falk, Levinson und Link stimmten diesem Vorschlag nun endlich zu. Falk war zu der Zeit in erhebliche finanzielle Nöte geraten, da ihn sein Manager um 100.000 US-Dollar betrogen hatte. Die Rolle versprach für Falk schnelles und vor allem viel Geld. Bedingung seitens Sheinberg war allerdings, zunächst einen weiteren abendfüllenden 90-minütigen Columbo als Pilotfilm zu produzieren. Einerseits wollten Sheinberg und NBC sichergehen, dass die Zuschauer auch drei Jahre nach dem Erfolg des Erstlingswerks Mord nach Rezept weiterhin Interesse an Columbo zeigen würden und andererseits die Zuschauer gegebenenfalls schon einmal für die im September beginnende Serie Columbo „anfüttern“.
Am 1. März 1971 wurde der abermals unter der Regie von Richard Irving produzierte Serienpilot mit dem Titel Lösegeld für einen Toten ausgestrahlt. Nach dem erneut erheblichen Publikumserfolg veranlasste Sheinberg umgehend, sechs weitere 75-minütige Folgen für die geplante NBC-Mystery-Movie-Reihe zu produzieren.

### Staffel 1 bis 10

#### Staffel 1
→ Hauptartikel: Staffel 1

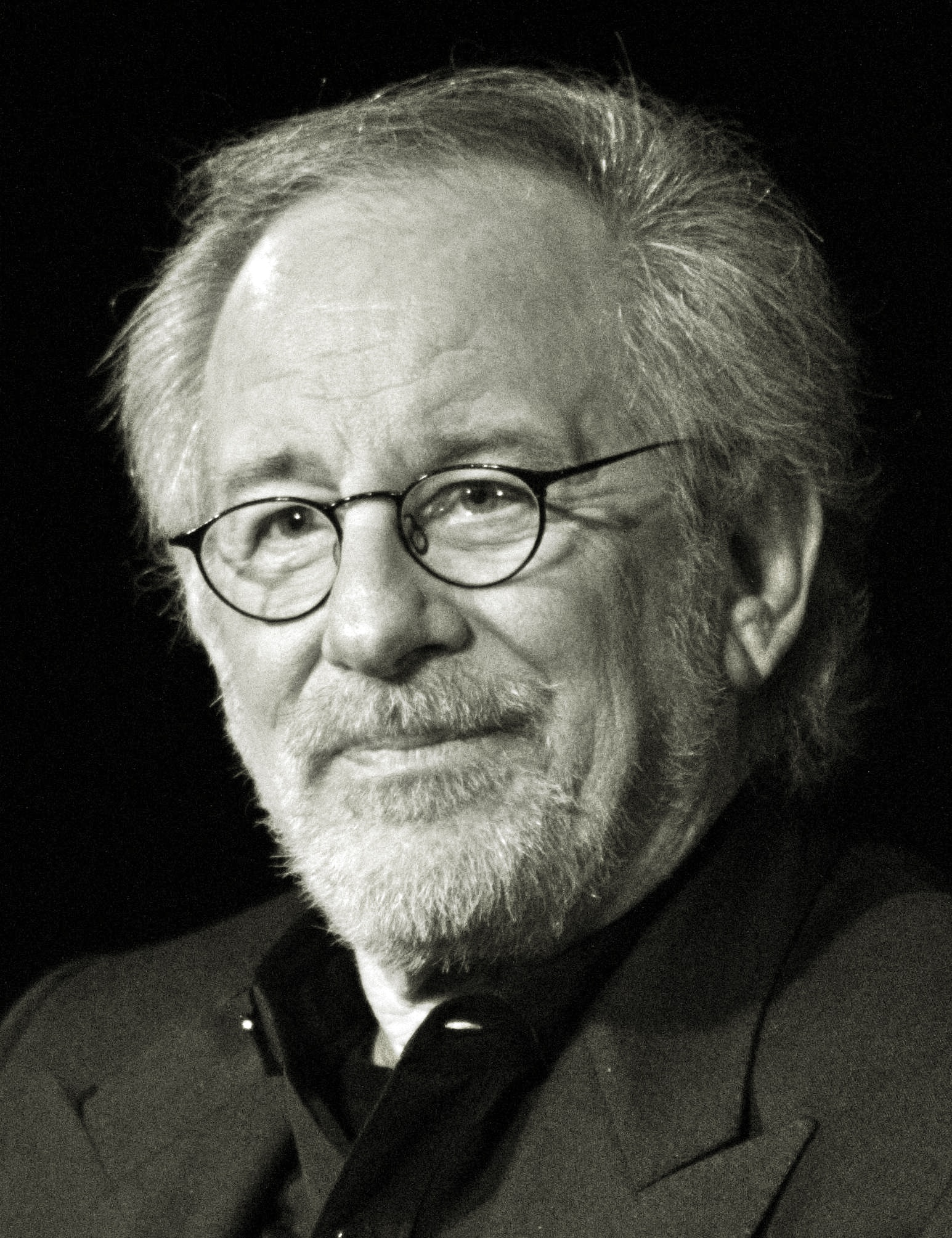
Steven Spielberg, Regisseur der ersten Columbo-Episode Tödliche Trennung (1971)

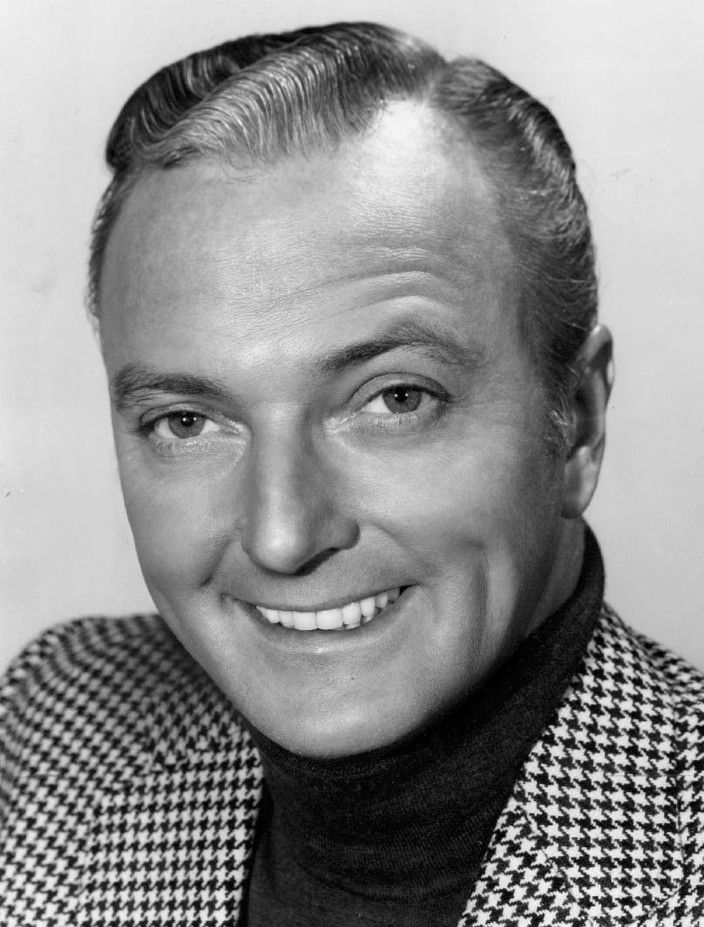
Jack Cassidy spielt den Doppelmörder Ken Franklin in der ersten Columbo-Episode Tödliche Trennung

Zwischen April und September 1971 wurden innerhalb von nur fünfeinhalb Monaten unter großem Zeitdruck letztlich sieben Episoden für die erste Staffel gedreht, da Universal noch eine Zusatzfolge drehte, bei der Peter Falk die Funktion des Regisseurs zugebilligt wurde. In der Regel wurden für jede Folge zehn Drehtage bei einem Budget von 400.000 US-Dollar (2025: ca. 3.100.000 US-Dollar) eingeplant. Als Produzenten und Showrunner fungierten auf Initiative von Sheinberg die Columbo-Erschaffer William Link und Richard Levinson. Regie bei der ersten ausgestrahlten Columbo-Serienepisode mit dem Titel Tödliche Trennung führte der erst 24-jährige Regisseur Steven Spielberg, der ebenso wie der 27-jährige Drehbuchautor Steven Bochco einen langjährigen Festvertrag bei den Universal Studios besaß. Neben Bochco wurde als weiterer Hauptdrehbuchautor Jackson Gillis engagiert, der ebenso vertraglich fest an Universal gebunden war. Als Kameramann für die Premierenepisode wurde Oscar-Gewinner Russell Metty engagiert, der zudem vier weitere Folgen der ersten Staffel drehte.
Am 15. September 1971 wurde die erste Columbo-Serienepisode Tödliche Trennung mit Jack Cassidy als Täter ausgestrahlt. Die Serienpremiere war erneut ein Publikums- und Kritikererfolg mit entsprechend hohen Einschaltquoten und wurde für den Emmy Award nominiert. Das Verhältnis zwischen dem Produktionsunternehmen Universal Television und Peter Falk war hingegen von Anfang an schwer belastet und blieb es bis zur 7. Staffel und dem Ende der ersten Produktionsphase im Jahre 1978. Ursache für das jahrelang von Misstrauen geprägte Verhältnis waren die entgegengesetzten Ansichten über die Art der Produktion von Columbo. Der äußerst qualitätsbewusste Falk wollte sich nicht dem System der als „Wurstfabrik“ bekannten Universal Studios unterwerfen, die TV-Serien exakt getaktet wie am Fließband produzierten. Zudem berichtete das Autoren- und Produzentenduo Link und Levinson vom schwierigen Verhalten Peter Falks vor und während der Dreharbeiten. Falk rang ständig mit den Produzenten, den Regisseuren und vor allem den Managern der produzierenden Universal Studios um Kontrolle und Einfluss. Unter dem Druck der allgegenwärtigen Fristen von TV-Serienproduktionen waren die Produzenten gezwungen, schnelle Entscheidungen zu treffen. Falk wollte hingegen nicht gehetzt werden und sich alle Optionen offen halten. Rund um die Arbeit an Drehbüchern und in den Produktionsbüros spielten sich Dramen und Intrigen ab. Wenn Studiomanager versuchten, Falk unter Druck zu setzen, explodierte Falk in Hetztiraden über das Fließbandsystem der Universal Studios. Falk legte sich häufig in sehr aggressiver Art mit den Führungskräften des Studios an. In Hollywood galt die Serie von Beginn an als Problemproduktion mit einem „schwierigen“ Star.
Falks eigenwillige und zeitintensive Arbeitsweise bestand darin, die Drehbücher erst mit Eintreffen am Drehort zu lesen. Anschließend änderte Falk die Dialogtexte selbständig und fungierte als eine Art Co-Regisseur, der den eigentlichen Regisseur und die Schauspieler nach seinen Vorstellungen leitete. Diese Arbeitsweise hatte Falk von seinem Freund, Mentor und Ikone des US-Independent-Films John Cassavetes übernommen und an die Columbo-Sets importiert. Diese für Serienproduktionen gänzlich unbekannte Arbeitsweise war sicherlich ein wichtiger Faktor für den Erfolg von Columbo, erzeugte jedoch deutlich überzogene Drehzeiten und damit nicht kalkulierte Zusatzkosten für die produzierenden Universal Studios. Zu Beginn der ersten Staffel traf Universal eine mündliche Vereinbarung mit Peter Falk, die ihm zusicherte, neben seiner Tätigkeit als Hauptdarsteller zusätzlich die Regie für eine Episode zu übernehmen. Da sich Universal Television wegen der angespannten Stimmungslage nicht an die Absprache hielt, versuchte Falk seine Forderung durchzusetzen, indem er seine Arbeit zeitweise verweigerte. Während sich die Verantwortlichen um den Studio-Präsidenten Lew Wasserman von den unter Vertrag stehenden Schauspielern grundsätzlich zu keinen Konzessionen drängen lassen wollten, bestand der Fernsehsender NBC auf einer zügigen Beilegung des eskalierten Konfliktes. Schließlich stimmte Universal Television einem gesichtswahrenden Kompromiss zu: Link und Levinson überließen Peter Falk den als kompliziert eingeschätzten Dreh der Episode Ein Denkmal für die Ewigkeit, die zum Hauptteil auf einer real existierenden Großbaustelle spielte. Die von Lärm, Baustaub und weiteren gravierenden Problemen geprägten Produktionsbedingungen ließen Falk an seine Grenzen stoßen. Danach übernahm Falk nie wieder die Regie an einer Columbo-Episode. Trotz aller Konflikte bescheinigten Link und Levinson ihrem Hauptdarsteller Peter Falk jedoch, für die Rolle des Columbo geboren zu sein. Falk lag die Serie sehr am Herzen, und die Konflikte zwischen den Dreien sollen nie persönlich gewesen sein.
Doch von all diesen Problemen rund um die Produktion von Columbo ahnte die Öffentlichkeit nichts. Stattdessen erhielt die Serie bereits im ersten Jahr vier Emmy Awards bei insgesamt zehn Nominierungen. Unter anderem gewann Peter Falk für Columbo einen Emmy Award als bester Serienhauptdarsteller. Der große Erfolg der ersten Staffel veranlasste NBC zudem, die bisher am Mittwochabend ausgestrahlte Mystery-Movie-Reihe mit ihrem Zugpferd Columbo unter dem neu erschaffenen The NBC Sunday Mystery Movie in das Sonntagabendhauptprogramm zu hieven.

#### Staffel 2
→ Hauptartikel: Staffel 2

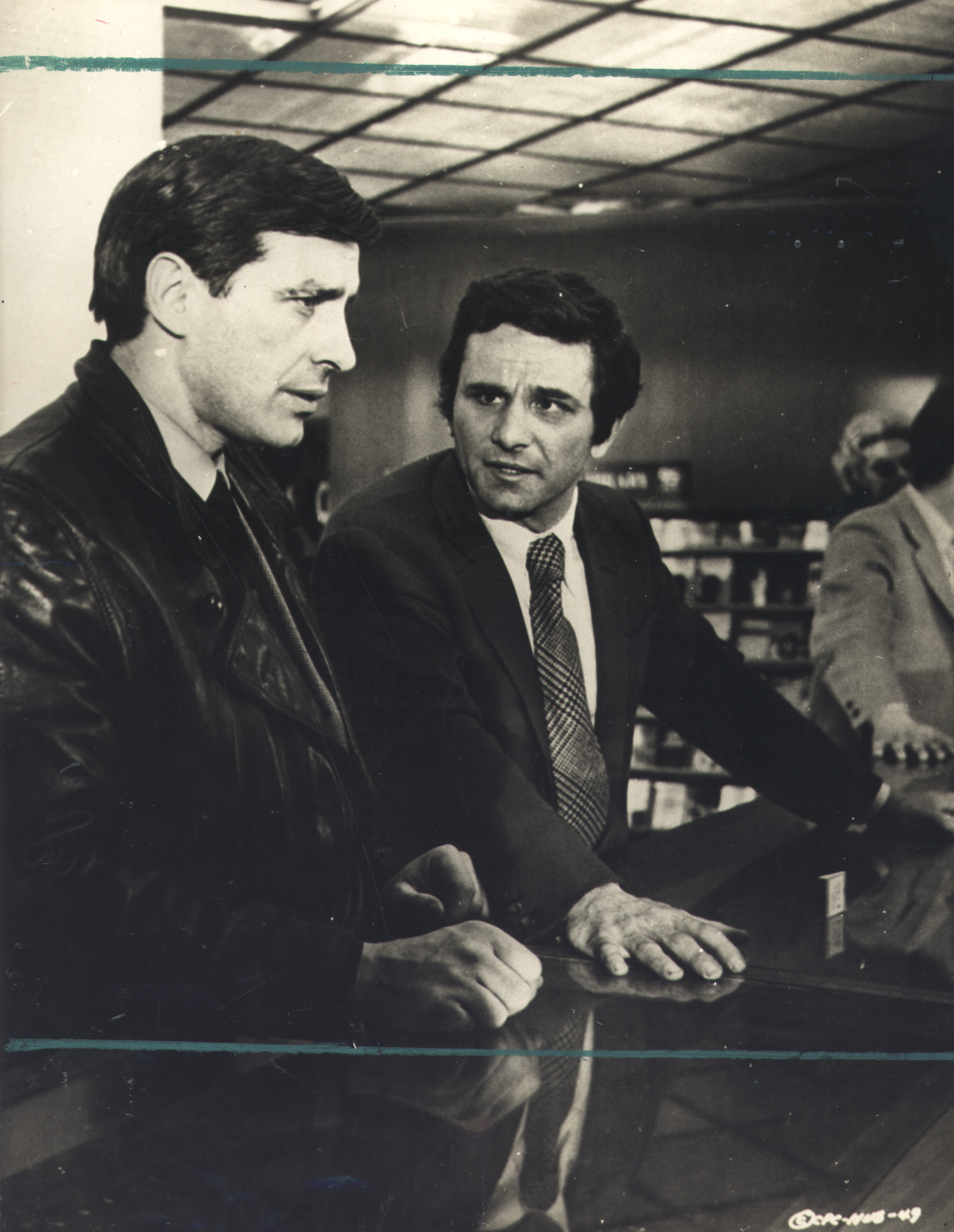
John Cassavetes und Peter Falk

Wie geplant übertrugen die Columbo-Erfinder Link und Levinson die Aufgabe des Produzenten an Dean Hargrove, blieben der Serie allerdings als Berater für die Entwicklung der Drehbücher erhalten. Als Verantwortlicher für die Drehbücher der zweiten Staffel wurde der Autor Jackson Gillis engagiert, der bereits in der ersten Staffel als Drehbuchautor mitgewirkt hatte. Falk willigte ein, für eine Gage von 40.000 US-Dollar (2025: ca. 300.000 US-Dollar) pro Folge für acht weitere Episoden als Columbo vor der Kamera zu stehen. Falks Einfluss auf den Herstellungsprozess der Serie wuchs stetig. Die Dreharbeiten der zweiten Staffel begannen Ende Juni 1972 mit der Produktion der Episode Etüde in Schwarz und Falks langjährigem Freund und Mentor John Cassavetes als Gaststar. Falk versorgte ohnehin bereits zahlreiche seiner Bekannten mit Rollen bei Columbo. Falks Freunde Timothy Carey, Val Avery, Vito Scotti, Bruce Kirby, Fred Draper und John Finnegan gehörten zum Stammrepertoire der Serie und wurden immer wieder in verschiedenen Rollen besetzt. Allen voran war jedoch der über 70-jährige Mike Lally aus New York City, der seit Jahrzehnten als Komparse bei hunderten Filmen mitgespielt hatte. Lally wirkte bei Columbo in 25 Episoden zumeist als Komparse im Hintergrund sowie als Lichtdouble von Peter Falk bei jeder gedrehten Episode der ersten sieben Staffeln mit. Zudem kümmerte sich Lally darum, dass Falk alles bekam, was dieser in seinem Trailer brauchte. Falk sorgte im Gegenzug dafür, dass an Drehtagen der Fahrer zuerst Lally und dann Falk zu Hause abholte. Die Dreharbeiten der zweiten Staffel endeten im November 1972 mit der Herstellung der Folge Schach dem Mörder als Hommage an das als Match des Jahrhunderts bezeichneten Schachweltmeisterschaftsspiels zwischen dem damals amtierenden russisch-französischen Weltmeister Boris Spasski und seinem US-amerikanischen Herausforderer Bobby Fischer.
Der TV-Sender NBC zeigte sich sehr erfreut über die Entwicklung der Serie, obwohl die Ausstrahlung der ersten Folge der zweiten Staffel (Etüde in Schwarz) am 17. September 1972 etwas hinter den Erwartungen zurückblieb. Die folgenden Episoden belegten hingegen die oberen Positionen der Einschaltquotenranglisten.

#### Staffel 3
→ Hauptartikel: Staffel 3

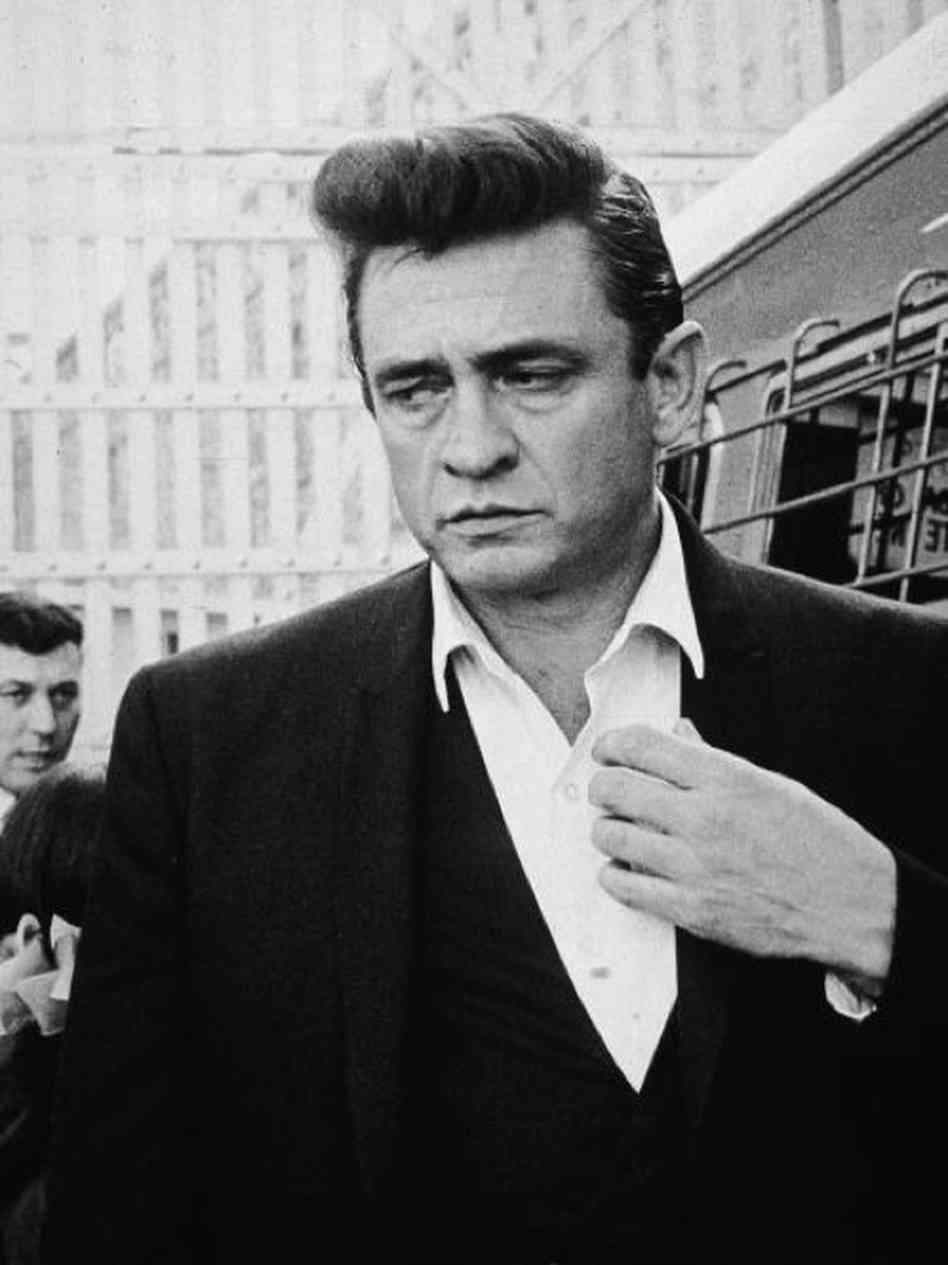
Johnny Cash

Dean Hargrove, Produzent der zweiten Staffel, entschied sich, als neuen ausführenden Produzenten und Showrunner Douglas Benton ins Boot zu holen, der bereits für zahlreiche andere Universal-Produktionen in der Position als Drehbuchschreiber und Produzent tätig war. Zudem hatte Benton schon bei der Entwicklung der meisten Columbo-Drehbücher der ersten beiden Staffeln mitgewirkt. Das Team wurde vervollständigt von Jackson Gillis, Robert F. O’Neill und Larry Cohen, der aus seinem freiwilligen Londoner Exil Drehbuchideen beisteuerte.
Die Dreharbeiten der dritten Staffel wurden aufgeteilt in zwei Drehblöcke. Die ersten beiden Episoden Ein Hauch von Mord und Wein ist dicker als Blut wurden im Februar/März 1973 gedreht, die weiteren sechs Episoden dann zwischen Oktober 1973 und Februar 1974. Obwohl die Einschaltquoten nicht mehr so konstant hoch waren wie noch in den ersten beiden Staffeln, belegte Columbo mit der am 3. März 1974 bei NBC ausgestrahlten Folge Schwanengesang mit Gaststar Johnny Cash mit 46,5 Prozent erstmals Platz 1 bei den Einschaltquoten.
Kritik hingegen gab es seitens der Serienerfinder Link und Levinson, die der Meinung waren, dass die Qualität der Drehbücher bereits nach zwei Staffeln ausgereizt war und man Columbo hätte einstellen sollen. Insbesondere das schwache Drehbuch der Episode Teuflische Intelligenz wurde kritisiert und das Autorenduo war der Meinung, dass diese Folge niemals hätte gesendet werden dürfen. Bei den Emmy Awards wurde Peter Falk für sein Spiel als Hauptdarsteller in Staffel 3 erneut ausgezeichnet.

#### Staffel 4
→ Hauptartikel: Staffel 4
Von Seiten der Produktion konnte als Hauptdrehbuchautor Peter S. Fischer gewonnen werden. Die meisten Drehbuchideen steuerte weiterhin Larry Cohen bei. Nach den Dreharbeiten der ersten Folge der vierten Staffel wurde der Produzent Everett Chambers wieder zurück ins Produzententeam geholt, nicht zuletzt, da er ein Freund von Peter Falk war.
Die Dreharbeiten für die vertraglich vereinbarten sechs Folgen der vierten Staffel begannen am 15. Mai 1974 mit der Episode Geld, Macht und Muskeln und endeten vorläufig am 30. Oktober 1974 auf dem Kreuzfahrtschiff Sun Princess für die Folge Traumschiff des Todes. Die Episode Der Schlaf, der nie endet wurde schließlich im Januar 1975 nachproduziert. Im Laufe der vierten Staffel hoben die Universal Studios Peter Falks Gage auf 45.000 US-Dollar (2025: ca. 300.000 US-Dollar) pro Folge an, da Falk ansonsten die Arbeit verweigert hätte. Die Einschaltquoten gingen leicht zurück, konnten sich aber gegen die ebenfalls von Universal Television produzierte Konkurrenz-Serie Kojak – Einsatz in Manhattan durchsetzen, die beim US-TV-Sender CBS lief.

#### Staffel 5
→ Hauptartikel: Staffel 5
Im Frühjahr 1975 startete die Produktion der nunmehr fünften Staffel. Mittlerweile waren die Drehzeiten für die meisten Episoden auf über 20 Drehtage ausgedehnt und trieben die Produktionskosten immer weiter in die Höhe. Universal hatte in der Zwischenzeit Richard Irving damit betraut, die Kosten sämtlicher Universal-Produktionen zu überwachen. Zudem setzte NBC einen weiteren Mitarbeiter ein, der permanent die Kosten für die Columbo-Dreharbeiten kontrollieren sollte. Doch die Kosten stiegen weiterhin an, da Falk weiterhin allerhöchste Qualität beanspruchte. Mit dem Ende der fünften Staffel endete vorerst auch der Drei-Jahres-Vertrag mit Peter Falk, und alles sah danach aus, dass trotz der immer noch hohen Einschaltquoten die im Januar/Februar 1976 produzierte, letzte Folge der fünften Staffel (Der alte Mann und der Tod) auch das Ende der Krimireihe Columbo bedeuten sollte. Doch bei Universal wusste man mittlerweile, dass es letzten Endes eine Frage des Preises war, den Falk für seine zukünftigen Engagements als Columbo verlangen würde. Ein Verantwortlicher seitens Universal sagte: „Es ist jedes Jahr das Gleiche. Er sagt, er hört auf - und dann bieten wir ihm die Hälfte Kaliforniens an, und er ist wieder dabei.“ Und er sollte recht behalten. Falk erhielt fortan 250.000 (2025: ca. 1.400.000 US-Dollar) pro Episode ab Staffel 6.

#### Staffel 6
→ Hauptartikel: Staffel 6
Um mehr eigene Filmprojekte abseits der Dreharbeiten von Columbo verwirklichen zu können, einigte man sich darauf, für die sechste Staffel lediglich drei Episoden zu produzieren. Für die vom 14. Juli bis 6. August produzierte Episode Mord im Bistro wählten die Drehbuchschreiber mit großer Freude ihre eigene Serie und die ständigen Vertragsauseinandersetzungen zwischen Peter Falk, den Universal Studios und dem Sender NBC als Thema. In der Folge spielt William Shatner den TV-Publikumsliebling Ward Fowler als Inspektor Lucerne. Es fallen seitens der Studio-Bosse Sätze wie „Was glaubt dieser Ward Fowler, wer er ist?“, „Jemandem so viel Geld nachzuschmeißen, ist Irrsinn!“ und „Ward Fowler ist nicht der Erste, der für unseren Sender einen Emmy gewonnen hat. Und er ist schon einer der bestbezahltesten Schauspieler überhaupt. Wenn wir jetzt seinen Forderungen nachgeben …“ Die Produzenten entgegnen schließlich „Ohne Ward Fowler wird diese Fernsehserie kein weiteres Jahr überleben. Wir verdanken es doch Ward Fowler, dass Inspektor Lucerne diese sagenhaften Einschaltquoten hat.“
Und tatsächlich war auch diese Staffel wieder ein Einschaltquotenrenner. Die am 10. Oktober 1976 ausgestrahlte Folge Mord im Bistro landete auf Platz 3 der wöchentlich ermittelten Einschaltquoten. Mit dieser Staffel und der am 22. Mai 1977 ausgestrahlten Columbo-Episode Todessymphonie endete auch die Ära der Kriminalfilmreihe  The NBC Sunday Mystery Movie. In diesem auf Rotation basierenden Format teilte sich Columbo seit Ausstrahlungsbeginn 1971 den Sendeplatz im wöchentlichen Wechsel mit den weiteren Kriminalfilmserien Ein Sheriff in New York, McMillan & Wife und seit 1976 Quincy.

#### Staffel 7
→ Hauptartikel: Staffel 7
Für die siebte Staffel handelte Falk 500.000 US-Dollar (2025: ca. 2.600.000 US-Dollar) Gage pro Folge aus. Als Produzent wurde Richard Alan Simmons eingesetzt, mit dem Falk einige Jahre zuvor bereits die Serie The Trials of O'Brien realisiert hatte. Die Dreharbeiten der fünf Episoden der siebten Staffel begannen am 6. Mai 1977 mit der Episode Alter schützt vor Morden nicht und endeten im Februar 1978 mit der Folge Waffen des Bösen. Die fünf Folgen der siebten und vorerst letzten Columbo-Staffel wurden zwischen dem 21. November 1977 und dem 12. Mai 1978 im unregelmäßigen Abstand gesendet.
Im Anschluss an die Dreharbeiten zur letzten Folge gab es weder eine Abschlussfeier noch sonst etwas, das auf das vorläufige Ende der Serie hinweisen würde. Ungewöhnlicherweise hatte Falk jedoch noch nichts weiter von NBC bzgl. einer Verhandlung zu einer achten Staffel gehört. Für das Ende der Serie auf NBC gab es jedoch einige Gründe seitens des Senders. Da der NBC Sunday Mystery Movie mittlerweile eingestellt wurde, in dessen Rahmen Columbo ursprünglich lief, sah der Sender nicht mehr den großen Wert in den teuren Columbo-Produktionen. Ebenso mitentscheidend war, dass im Juni 1978 Fred Silverman vom Sender ABC als neuer Vorstandsvorsitzender zu NBC wechselte, der keinerlei Intentionen verfolgte, Columbo weiterhin zu produzieren. Silverman war innerhalb der Branche dafür bekannt geworden, dass er in den 1970er Jahren ABC vom quotenschwächsten zum quotenstärksten Sender der USA transformierte, und das vor allem mit hippen, jungen Serien wie Drei Engel für Charlie und Herzbube mit zwei Damen. Zudem war die Zeit der cop characters vorbei. Sowohl die ebenfalls erfolgreichen Kojak als auch Baretta wurden bereits wieder eingestellt. Eine neue TV-Ära mit Privatermittler-Serien wie Hart aber herzlich, Detektiv Rockford – Anruf genügt und Magnum hatte begonnen.
Statt die Produktion von Columbo fortzusetzen, hatte Fred Silverman die Idee, eine Serie über Columbos nie gezeigte Frau zu drehen, und finanzierte den kurzlebigen Spin-Off Mrs. Columbo. Nach dem Flop gab es Ende 1979 wieder Diskussionen um eine Neuauflage von Columbo. Falk konnte sich nicht vorstellen, dass NBC Columbo nicht zurück auf den Bildschirm bringen würde. NBC und Silverman wollten jedoch nur eine Episode pro Jahr produzieren, während Falk auf vier Folgen plus der völligen Freiheit für Drehzeit und Budgets bestand. Weitere Versuche in den Jahren 1981, 1984 und 1986, Columbo neu zu beleben, scheiterten allesamt.
Zwischen 1967 und 1978 wurden in den Universal Studios in Hollywood mit Peter Falk als Columbo ein Fernsehfilm, ein Pilotfilm und sieben Staffeln mit insgesamt 43 Folgen für den TV-Sender NBC realisiert.

#### Staffel 8
→ Hauptartikel: Staffel 8
Nach einer rund zehnjährigen Unterbrechung wurden ab Dezember 1988 wieder neue Columbo-Folgen von Universal Television produziert. Damit verbunden war ein Senderwechsel von NBC zu ABC, die ihrerseits Columbo für die neue Krimireihe ABC Mystery Movie als Zugpferd einplanten. Als ausführender Produzent für Columbo konnte man Columbo-Erfinder William Link gewinnen, der nach dem frühen Tod seines Autorenpartners und Columbo-Co-Erfinders Richard Levinson auf sich allein gestellt war. Von Beginn an gab es diesmal keinerlei Probleme mit Peter Falk, da man ihm die vollständige Kontrolle der Produktion, einen Posten als Co-Produzenten, jegliche kreative Freiheit, die Auswahl und Ausarbeitung der Drehbücher sowie pro Episode ein Budget von rund 2,6 Millionen US-Dollar, realistische 20 Drehtage und stattliche 650.000 US-Dollar (2025: ca.1.700.000 US-Dollar) Gage zubilligte.
Auf Produktionsebene fungierte, wie schon bei Staffel 7, der mittlerweile 65-jährige Richard Alan Simmons als Showrunner. Auch ansonsten verließ sich die Produktion auf zumeist betagte Veteranen der Fernsehindustrie, die professionell abliefern konnten. Allen Beteiligten war klar, dass bei Columbo alles so bleiben sollte wie bisher, inklusive des Regenmantels, des alten Peugeots, der Zigarre und des Hundes.
Für die zweite von vier Folgen der achten Staffel Die vergessene Tote war zunächst Steven Spielberg als Regisseur im Gespräch. Er sollte die Geschichte eines als „Wunderkind“ betitelten Hollywood-Regisseurs in Szene setzen, dessen Hauptfigur Steven Spielberg nachempfunden war. Letztlich übernahm die Regie-Legende Leo Penn das Zepter dieser Episode.
Die Einschaltquoten der ab Februar 1989 ausgestrahlten achten Staffel erreichten nicht mehr die Werte früherer Columbos. Die verhaltene Reaktion auf Columbos Rückkehr überraschte alle Beteiligten. Falk, Link und Universal weigerten sich zu glauben, dass die Popkultur das Interesse an Columbo verloren hatte. Das Studio organisierte gezielte Zuschauerbefragungen, um herauszufinden, wie und warum sich ihr Sehverhalten im Vergleich zu den 1970er Jahren verändert hatte. Die Forschungsergebnisse zeigten zunächst, dass die Zuschauer die dargestellten Mörder zu sympathisch fanden. Sie wollten, dass die Täter kalt, unsympathisch, berechnend und ohne jegliche Reue sind. Zudem wollten die Zuschauer sehen, dass die Bösewichte Columbo von oben herab schikanieren. Mit diesen und weiteren Erkenntnissen konnten die neuen Drehbücher für die kommenden sechs Folgen der neunten Staffel zuschauerorientierter gestaltet werden, die ABC trotz der ernüchternden Einschaltquoten bei Universal Television bestellt hatte.

#### Staffel 9
→ Hauptartikel: Staffel 9
Neben William Link und Jackson Gillis wurden weitere Drehbuchautoren für die Drehbuchentwicklung sowie Jon Epstein als ausführender Produzent unter Vertrag genommen. Die Dreharbeiten der neunten Staffel begannen im Mai 1989 und endeten am 16. April 1990. Auf Wunsch von Peter Falk wurde der von ihm geschätzte Patrick McGoohan als Gaststar und Regisseur der Episode Mord nach Termin engagiert. Wie bei seinen bisherigen Engagements soll sich McGoohan laut der Produzentin Penny Adams und dem Autor David Koenig allerdings für alle anderen Produktionsmitarbeiter als „egozentrischer, rücksichtsloser und äußerst launischer Tyrann“ herausgestellt haben. In aller Regel lehnte McGoohan die Wünsche und Vorschläge der anderen Crew-Mitglieder in „mit größtmöglicher herablassender Manier“ ab. Besonders zu leiden hatte Kameramann Robert Seaman, der bisher alle Episoden der achten und neunten Staffel gedreht hatte. McGoohan wollte schon zu Beginn seinen eigenen Kameramann Jack Priestley installieren, mit dem er bereits 1974 die Episode Des Teufels Corporal gedreht hatte. Zur Hälfte der Dreharbeiten ließ folglich McGoohan den bisherigen Kameramann Seaman durch Priestley ersetzen, der fortan zudem die restlichen Episoden der neunten Staffel drehte. Auch wenn McGoohans Schauspiel herausragend war und mit einem Emmy belohnt wurde, hatte er ein weiteres Mal verbrannte Erde zwischen sich und dem restlichen Team hinterlassen.
Nach der neunten Staffel stellte ABC das Krimireihenformat ABC Mystery Movie wieder ein, in dessen Rahmen Columbo gesendet wurde. Trotzdem war man gewillt, weitere Columbo-Fernsehfilme zu produzieren.

#### Staffel 10
→ Hauptartikel: Staffel 10
Zwischen August 1990 und November 2002 wurden für ABC insgesamt weitere 14 Columbo-Episoden als sogenannte Specials produziert, die allesamt als zehnte Staffel subsumiert wurden. Jährlich wurden nun lediglich ein oder zwei Columbos gedreht. Die stetig sinkenden Einschaltquoten lagen zumeist zwischen 10 und 15 %. Die endgültig letzte jemals produzierte Episode Die letzte Party mit dem mittlerweile 75-jährigen Peter Falk lief am 30. Januar 2003 bei ABC und hatte mit gerade einmal noch 6 % die schwächste Einschaltquote in der gesamten Columbo-Historie.
Peter Falk erklärte sich trotz allem bereit, eine weitere, nunmehr 70., Episode zu drehen. 2007 lag dem Produktionsunternehmen Universal Television das Skript zu Columbo’s Last Case (deutsch: Columbos letzter Fall) vor, das zunächst unter dem Arbeitstitel Hear No Evil angekündigt wurde. Die für Februar 2008 geplante Ausstrahlung wäre auf den 40. Jahrestag der Veröffentlichung des Erstlingswerks Mord nach Rezept (1968) gefallen. Doch weder das Network ABC, bei dem die Fernsehreihe seit dem Beginn der achten Staffel im Jahr 1989 lief, noch die für die ersten Staffeln verantwortliche Senderkette NBC oder irgendein anderer Sender wollten mit der Umsetzung des Drehbuches ein Risiko eingehen. Charles Engel, Executive Vice President bei NBCUniversal, beschrieb das Problem folgendermaßen: „Peter wird 80, und niemand scheint einen Hauptdarsteller zu wollen, der 80 ist. […] Die Sender sagen: ,Er ist 80, und wir wollen junge Zuschauer ansprechen.‘ Wir verstehen, dass es sich um ein demographisches Geschäft handelt und dass die junge Bevölkerungsgruppe die Welt regiert. Der Trugschluss besteht darin zu glauben, dass Columbo junge Leute nicht anspricht. Er spricht alle Altersgruppen an.“ Spätere Überlegungen, die Verfilmung durch Kooperation mit ausländischen Partnern zu finanzieren, wurden aufgrund Falks fortschreitender Alzheimer-Erkrankung nicht weiterverfolgt.
Insgesamt wurden zwischen 1967 und 2003 ein Fernsehfilm, ein Pilotfilm sowie 67 Folgen mit Peter Falk als Columbo gedreht. Nach einem Produktionszeitraum von insgesamt 35 Jahren wurde die Reihe eingestellt. Die als zeitlos geltende Serie wurde in 44 Ländern ausgestrahlt. Columbo wurde zwischen 1971 und 2003 für zahlreiche Fernsehpreise nominiert und gewann unter anderem 13 Emmys, zwei Golden Globe Awards und zwei Edgar Allan Poe Awards.

### Drehorte

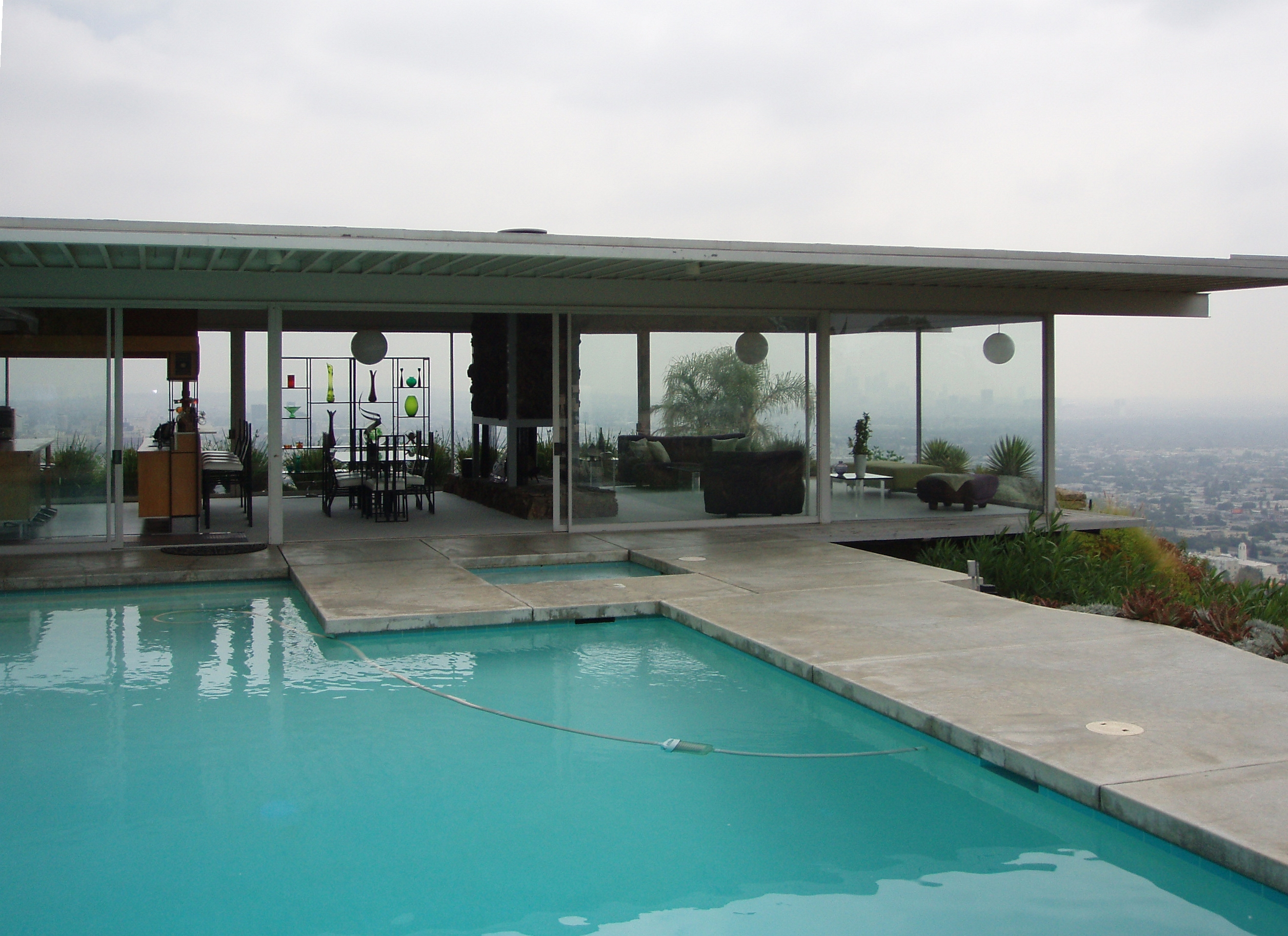
Das Stahl House in den Hollywood Hills diente als Wohnsitz der Komplizin und Geliebten des Mörders im Erstlingswerk Mord nach Rezept

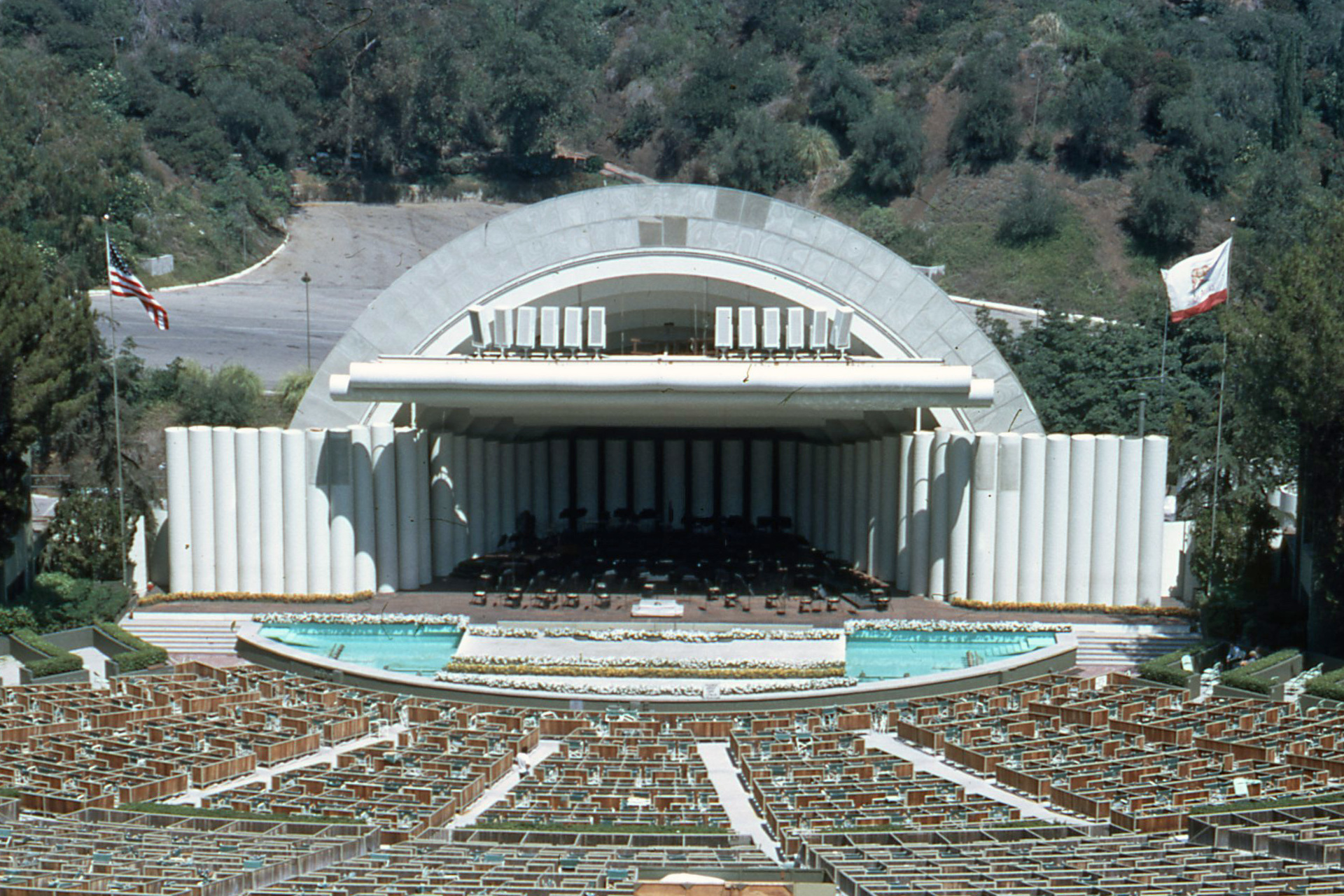
Die Hollywood Bowl diente als Arbeitsplatz des Dirigenten und Mörders Alex Benedict in der Folge Etüde in Schwarz

Die Auswahl exponierter Drehorte diente der Darstellung des exklusiven Lebensstils der zumeist aus der High Society stammenden Täter. Aus dramaturgischer Sicht war dies eine enorm wichtige Komponente des Serienkonzepts. Denn je opulenter und nobler die Drehorte waren, desto mehr wirkte Peter Falk in seiner Rolle als Columbo wie ein Fremdkörper in dieser Umgebung, die bei weitem seinen sozialen Status überragen sollte.
Sobald die Drehbücher mit den speziellen Anforderungen für die jeweiligen Drehorte erstellt waren, wurde das Universal Studios Location Department um Ken Grossmann eingeschaltet. Daraufhin suchten sie in den als wohlhabend bekannten Stadtvierteln von Los Angeles und Umgebung wie Bel Air, Beverly Hills, den Hollywood Hills oder Malibu nach geeigneten exklusiven Immobilien, die als Wohn- oder Geschäftshaus der Täter dienen können. Bereits der erste Fernsehfilm Mord nach Rezept zeigte, dass man größten Wert auf exklusive Drehorte legte, um einen möglichst großen Kontrast zu Columbo herzustellen. So diente als Wohnort der Geliebten und Komplizin des Mörders das Stahl House in den Hollywood Hills, bis heute eine Ikone der modernen Architektur.
Wichtig war zudem, dass die ausgewählte Location auch produktionsbedingten Anforderungen entsprach. Hier war es beispielsweise von Bedeutung, dass die Location über ausreichend Park- und Stellplätze für die Technikfahrzeuge des mehr als 70-köpfigen Produktionsstabs verfügte. Bis auf wenige Ausnahmen wurden die Innenaufnahmen jedoch in jeweils speziell angefertigten Kulissen der Universal Studios in Hollywood gedreht. Nur hier waren die Drehbedingungen optimal auf einen möglichst effizienten Einsatz der Licht-, Kamera- und Tontechnik ausgerichtet, um so den eng getakteten Drehplan einhalten zu können. Zudem spielten einige Episoden drehbuchgemäß auch direkt auf dem Gelände eines Filmstudios. Als Beispiele dienen hier die Folgen Mord nach Rezept, Mord im Bistro und Die vergessene Tote, dessen Außensets zwischen den Studiohallen und künstlich angelegten Straßenzügen der Universal Studios gedreht wurden.
Einige der noblen Immobilien wurden gleich mehrfach und in unterschiedlichen Episoden als Wohnstätte der Täter eingesetzt. So diente das 1922 erbaute Luxusanwesen Enchanted Hill über den Dächern von Beverly Hills mit seinem im Hazienda-Stil erbauten Haupt- und Nebengebäuden, Tennisplätzen und einem 35 Meter langen Swimmingpool als Wohnanlage der Mörder in den Episoden Doppelter Schlag, Tod am Strand und Mord im Bistro. Trotz enormer Mietkosten war das Enchanted Hill auch aus Produzentensicht ein perfekter Drehort, da man hier dank der hohen Innenräume die Innensets gut ausleuchten konnte und wegen der ruhigen Lage auch Tonaufnahmen möglich waren. So konnte man auf zusätzliche Studiobauten in den Universal Studios verzichten und sowohl Außen- als auch Innenaufnahmen an demselben Drehort produzieren.
Zudem wählte man als Drehorte mitunter bekannte Sport- und Kulturspielstätten wie das Los Angeles Memorial Coliseum in der Episode Wenn der Eismann kommt oder die Hollywood Bowl in der Folge Etüde in Schwarz. Zwei Episoden spielen außerhalb der USA. Zum ersten Mal wurde im Verlauf der zweiten Staffel im Ausland produziert. Für die Episode Alter schützt vor Torheit nicht wurde innerhalb einer Woche vor Ort in London gedreht. Dazu gehörten überwiegend Außenaufnahmen von bekannten Sehenswürdigkeiten wie der Tower of London und die Tower Bridge. Das Royal College of Music bildete die Außenkulisse für ein Wachsfigurenkabinett im Stile von Madame Tussauds, sowie das Royal Court Theatre als Aufführungsort für das Theaterstück Macbeth, das laut Drehbuch ein Teil der Episode war. 1976 folgte in Staffel 5 der zweite und auch letzte Auslandsdreh. Diesmal ging man nach Mexiko, da die Episode Blutroter Staub im Milieu eines mexikanischen Matadors spielte.

## Produktionsstab

### Produzenten
Die ausführenden und verantwortlichen Columbo-Produzenten fungierten in ihrer Position zumeist auch in Personalunion als Showrunner. Das bedeutet, dass sie neben den geschäftlichen Aufgaben großen Einfluss auf den kreativen Prozess der Filmreihe nahmen. Dazu gehörte die Auswahl und Mitgestaltung der Drehbücher und die Auswahl der Haupt- und Nebendarsteller. Produzent des ersten Columbo-Falls Mord nach Rezept war der Universal-Television-Mitbegründer und damalige Universal-Vizepräsident Richard Irving. Richard „Dick“ Irving blieb Verantwortlicher von Universal Television für die Produktion von TV-Filmen während der gesamten ersten Herstellungsphase zwischen 1971 und 1978 und war damit für die ausführenden Produzenten eine Schlüsselfigur seitens des Produktionsunternehmens. Neben den Serien-Erfindern William Link (17 Episoden) und Richard Levinson (9 Episoden) zeichneten sich Edward K. Dodds (22 Episoden) und Dean Hargrove (20 Episoden) insbesondere in der ersten Produktionsphase als einflussreiche Produzenten der Serie aus. So prägte Hargrove mit seinen zukunftsweisenden Drehbucheinfällen im Pilotfilm Lösegeld für einen Toten einige der typischen Charaktereigenschaften und Handlungsweisen von Lieutenant Columbo.

### Regie
Zu den bekannten Regisseuren der Serie zählt unter anderem Steven Spielberg, der noch am Anfang seiner Karriere die erste Folge der ersten Staffel mit dem Titel Tödliche Trennung inszenierte. Der spätere vor allem durch Das Schweigen der Lämmer bekannt gewordene Hollywood-Regisseur Jonathan Demme führte in Folge 42 Mord à la Carte Regie. Leo Penn inszenierte Folge 19 Wein ist dicker als Blut. Nicholas Colasanto, einem breiteren Publikum als Darsteller des Barkeepers „Coach“ Ernie Pantusso in der Sitcom Cheers bekannt, führte Regie bei den Episoden Schwanengesang (Episode 24) mit Hauptdarsteller Johnny Cash und Etüde in Schwarz (Episode 10) mit Hauptdarsteller John Cassavetes. Cassavetes übernahm in dieser Folge, in der er als Columbos Gegenspieler zu sehen war, auch die Co-Regie. Peter Falk und John Cassavetes waren eng miteinander befreundet und hatten schon zuvor bei mehreren Kinofilmen zusammengearbeitet. Cassavetes übte mit seiner Art der Regieführung großen Einfluss auf Falk aus. Falk selbst inszenierte Folge 9 Ein Denkmal für die Ewigkeit.
Als weitere Regisseure wurden unter anderem Vincent McEveety (sieben Episoden), James Frawley (sechs Episoden) und Patrick McGoohan (fünf) eingesetzt. McGoohan, der sich sehr für die Serie engagierte, war außerdem als Darsteller (vier Folgen) und als Co-Executive Producer (zwei Folgen) tätig. Peter Falk bezeichnete den Columbo-Regisseur Harvey Hart (vier Folgen) bei seiner Rede anlässlich des Gewinns des Emmy-Awards 1978 als besten Regisseur in der Fernsehindustrie.

### Drehbuch
Neben den Columbo-Erfindern Richard Levinson und William Link waren wichtige Autoren der Serie Jackson Gillis (11 Folgen), der Hauptautor der gesamten ersten Staffel Steven Bochco (7 Folgen), Peter S. Fischer (9 Folgen), sowie Larry Cohen als ständiger Ideenlieferant für neue Kriminalfälle.

### Filmmusik
In den USA lief die Serie zwischen 1971 und 1977 im Rahmen des NBC Mystery Movie. Alle Krimiserien, die im Kontext dieses übergeordneten Formats liefen, wurden mit der einheitlichen Mystery-Movie-Theme-Titelmelodie des Filmmusikkomponisten Henry Mancini eingeleitet. Die Komponisten Dave Grusin (erster Fernsehfilm), Gil Mellé (4 Folgen) sowie Billy Goldenberg (6 Folgen) prägten mit ihren für Columbo eingespielten Jazz- und Experimentalmusik-Stücken die ersten Episoden der Serie. Dick DeBenedictis schrieb die Musik zu 22 Episoden, Bernardo Segall zu 10 Episoden und Patrick Williams zu 9 Episoden.

## Besetzung

### Peter Falk als Columbo
Nachdem Bing Crosby und Lee J. Cobb das Angebot, Lieutenant Columbo im 1967 produzierten Fernsehfilm Mord nach Rezept zu spielen, abgelehnt hatten, wurde letztlich Peter Falk für die Hauptrolle verpflichtet. Dabei befand man Falk mit 39 Jahren eigentlich als zu jung für die Rolle, doch der sehr erfahrene Universal-Television-Mitbegründer und -Vizepräsident Richard Irving konnte die Columbo-Erfinder Link und Levinson von Peter Falk überzeugen.
Falk hatte zuvor in der kurzlebigen, aber von Kritikern gefeierten Fernsehserie The Trials of O’Brien (CBS, 1965–1966) die Hauptrolle des brillanten Anwalts Daniel O’Brien verkörpert. Zudem war Falk als ermittelnder Polizist in Arthur Hillers Komödie Penelope (1966) zu sehen, in der Falk in seiner Rolle bereits einige Columbo-ähnliche Momente kreierte. Letztlich übertraf Falk mit seiner Darstellung des Lieutenant Columbo im Fernsehfilm Mord nach Rezept alle Erwartungen von Link/Levinson bei weitem. Peter Falk prägte die Figur Columbo über die nachfolgenden 35 Jahre maßgeblich und verhalf der Serie zu bis heute anhaltender, weltweiter Popularität.
| Sprecher           | Staffel 1 bis 7 (von 1968 bis 1978)                                              | Staffel 8 bis 10 (von 1989 bis 2003)                |
| ------------------ | -------------------------------------------------------------------------------- | --------------------------------------------------- |
| Uwe Friedrichsen   | 2 Episoden (Fernsehfilm Mord nach Rezept und Pilotfilm Lösegeld für einen Toten) | –                                                   |
| Klaus Schwarzkopf  | 27 Episoden (davon wurden 8 Episoden1 mit Sachtleben neu synchronisiert)         | 10 Episoden (bis Episode 55 Niemand stirbt zweimal) |
| Hans Sievers       | –                                                                                | 4 Episoden2 (Staffel 8 - Video-Synchro)             |
| Claus Biederstaedt | 16 Episoden                                                                      | 3 Episoden (bis Episode 58 Tödliche Liebe)          |
| Horst Sachtleben   | 8 Episoden1 (RTL-Neusynchro gekürzter ARD-Folgen)                                | 11 Episoden (ab Episode 59 Tödlicher Jackpot)       |

1 5 Mord unter sechs Augen; 10 Etüde in Schwarz (die ARD hatte die 70-minütige Fassung synchronisieren und leicht kürzen lassen); 11 Blumen des Bösen; 14 Klatsch kann tödlich sein; 16 Schach dem Mörder; 30 Playback; 36 Wenn der Schein trügt; 43 Mord in eigener Regie
2 Die vier Episoden der achten Staffel wurden zunächst auf Video veröffentlicht. Erst zur TV-Ausstrahlung wurden diese Folgen mit Klaus Schwarzkopf neu synchronisiert.

### Gaststars als Täter

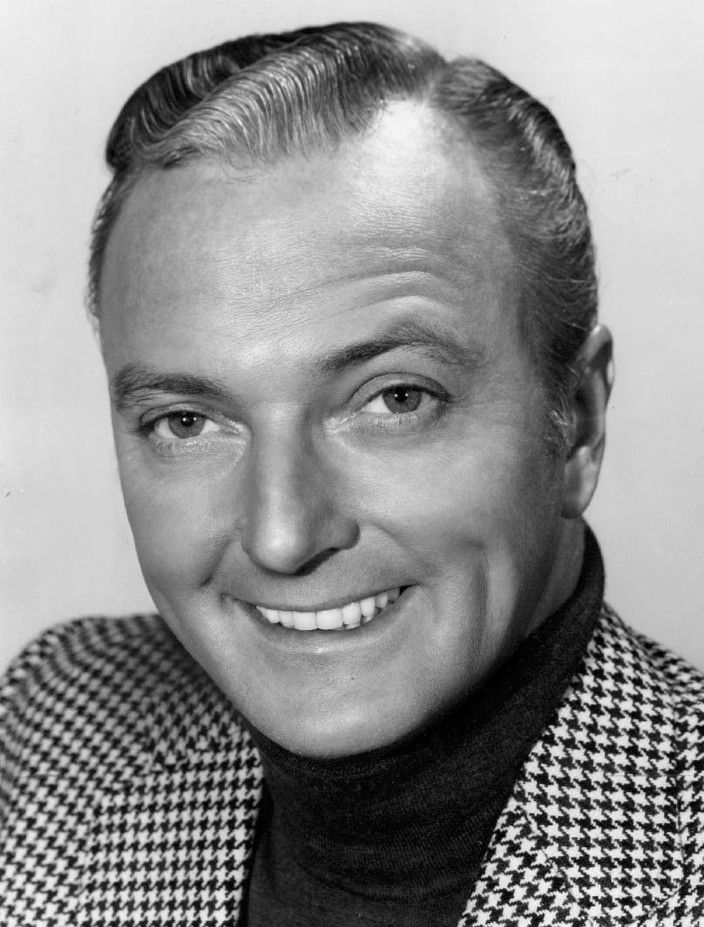
Cassidy
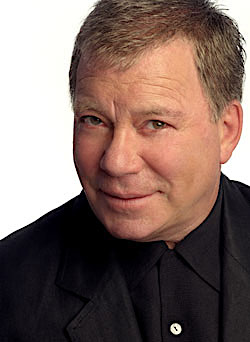
Shatner
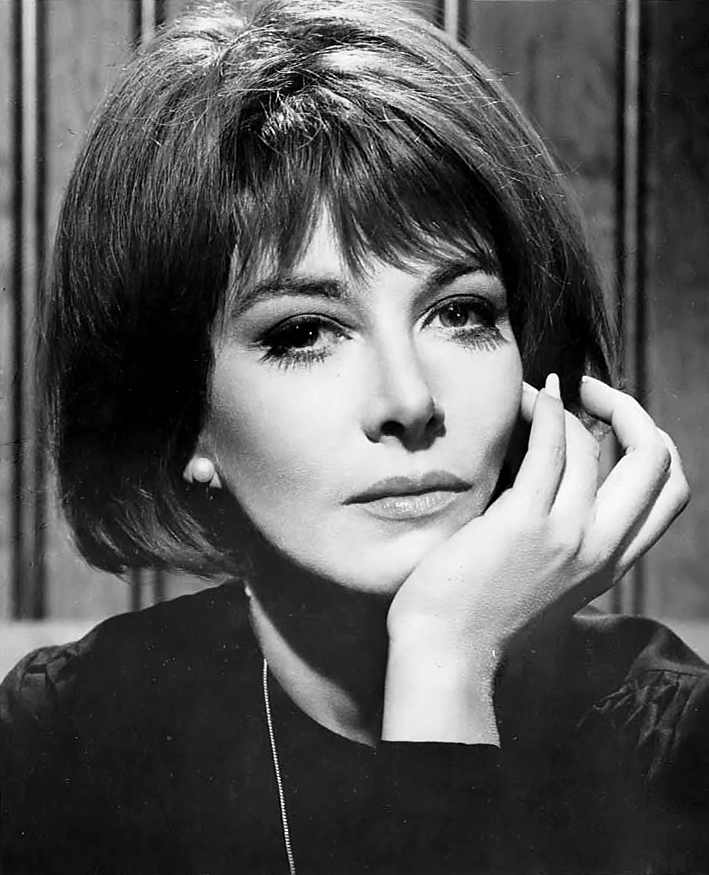
Grant
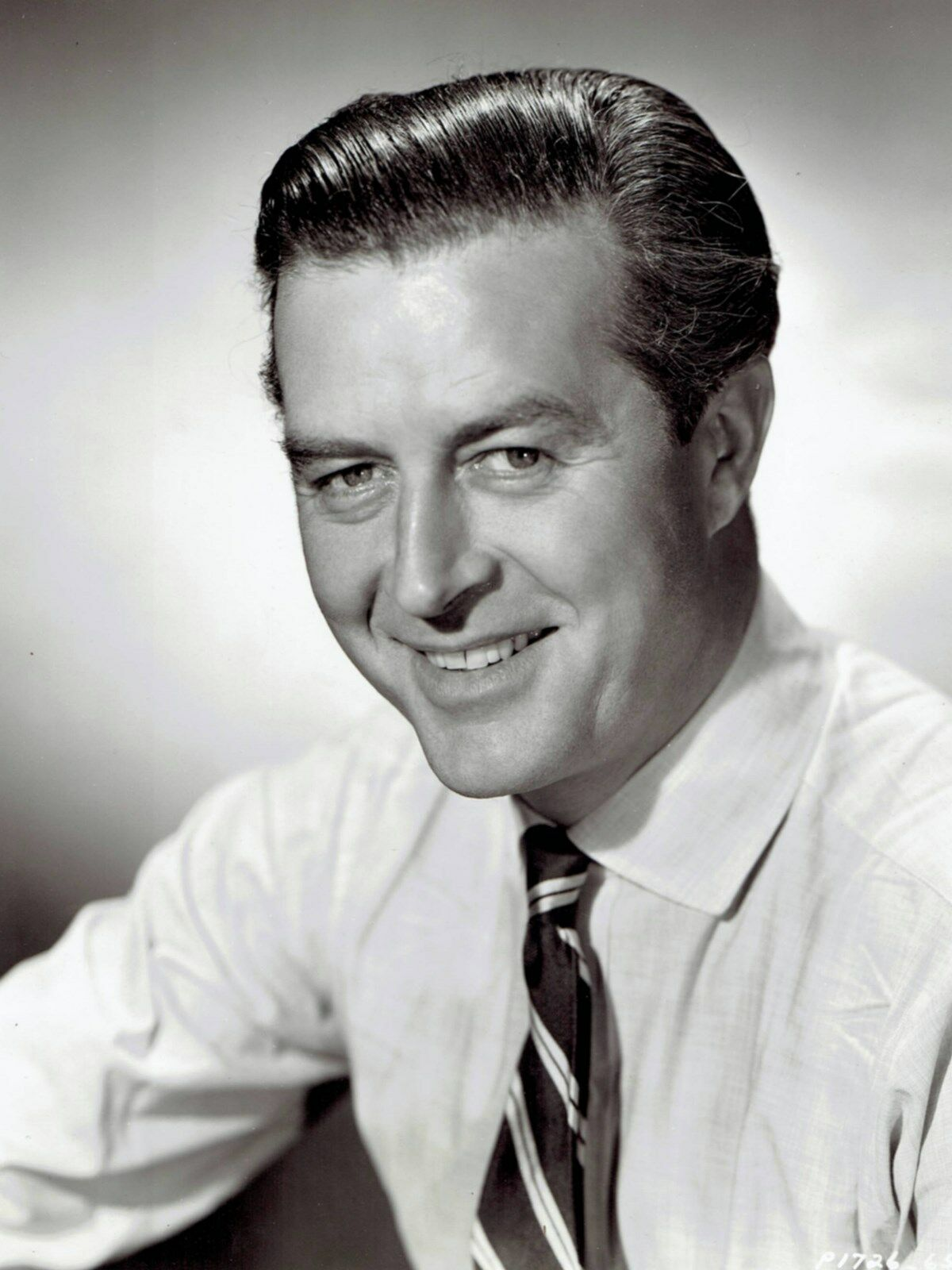
Milland
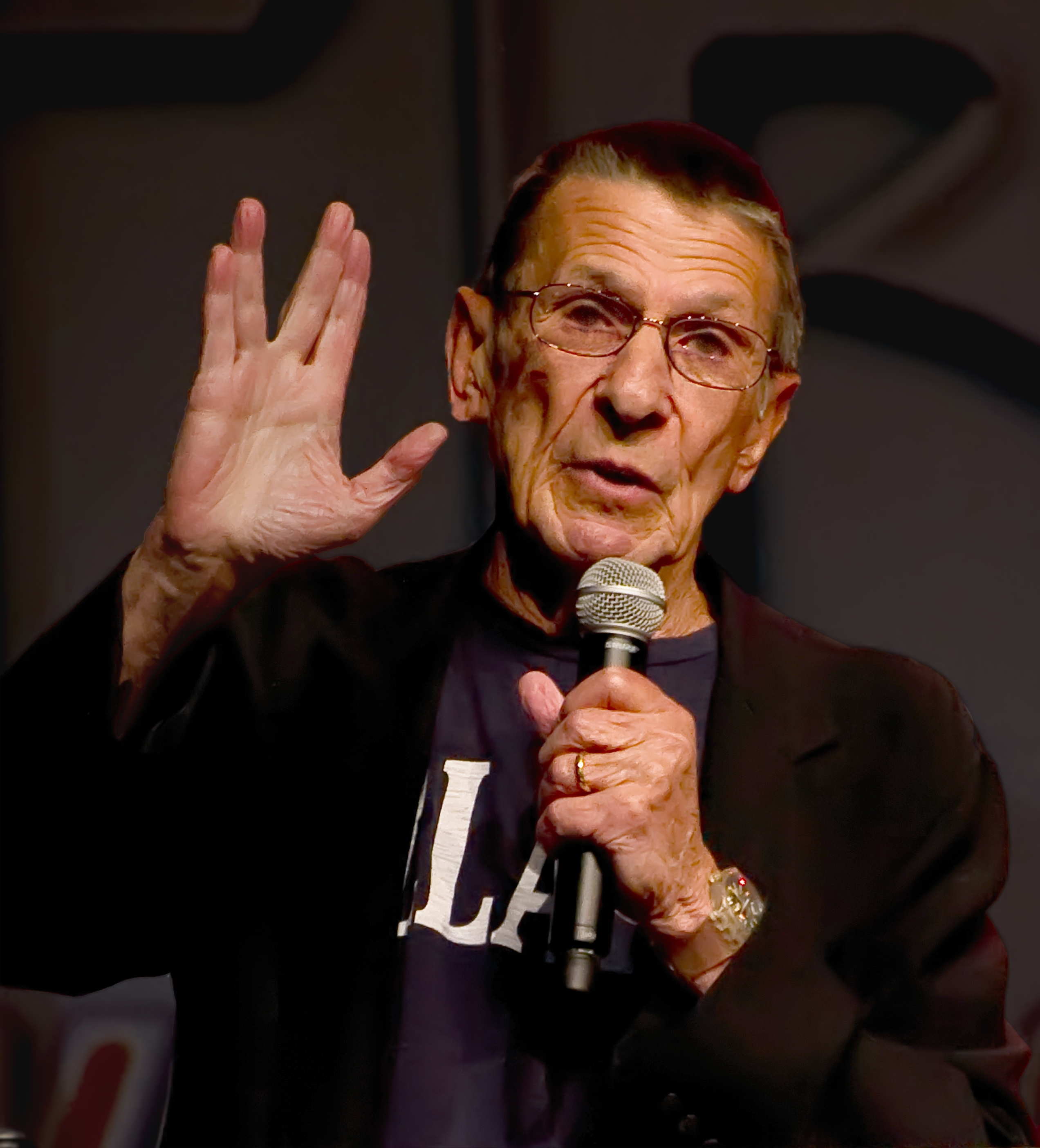
Nimoy
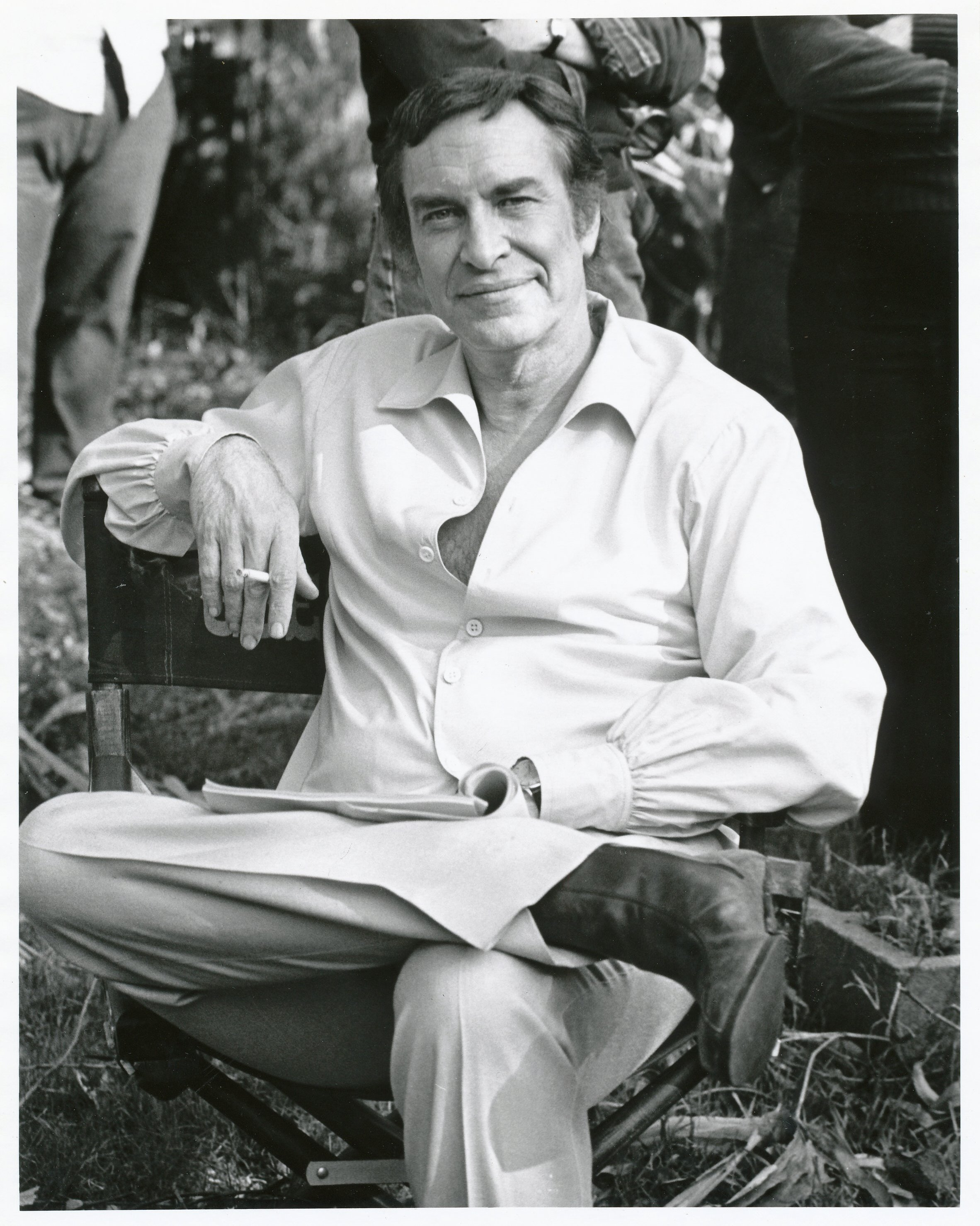
Landau
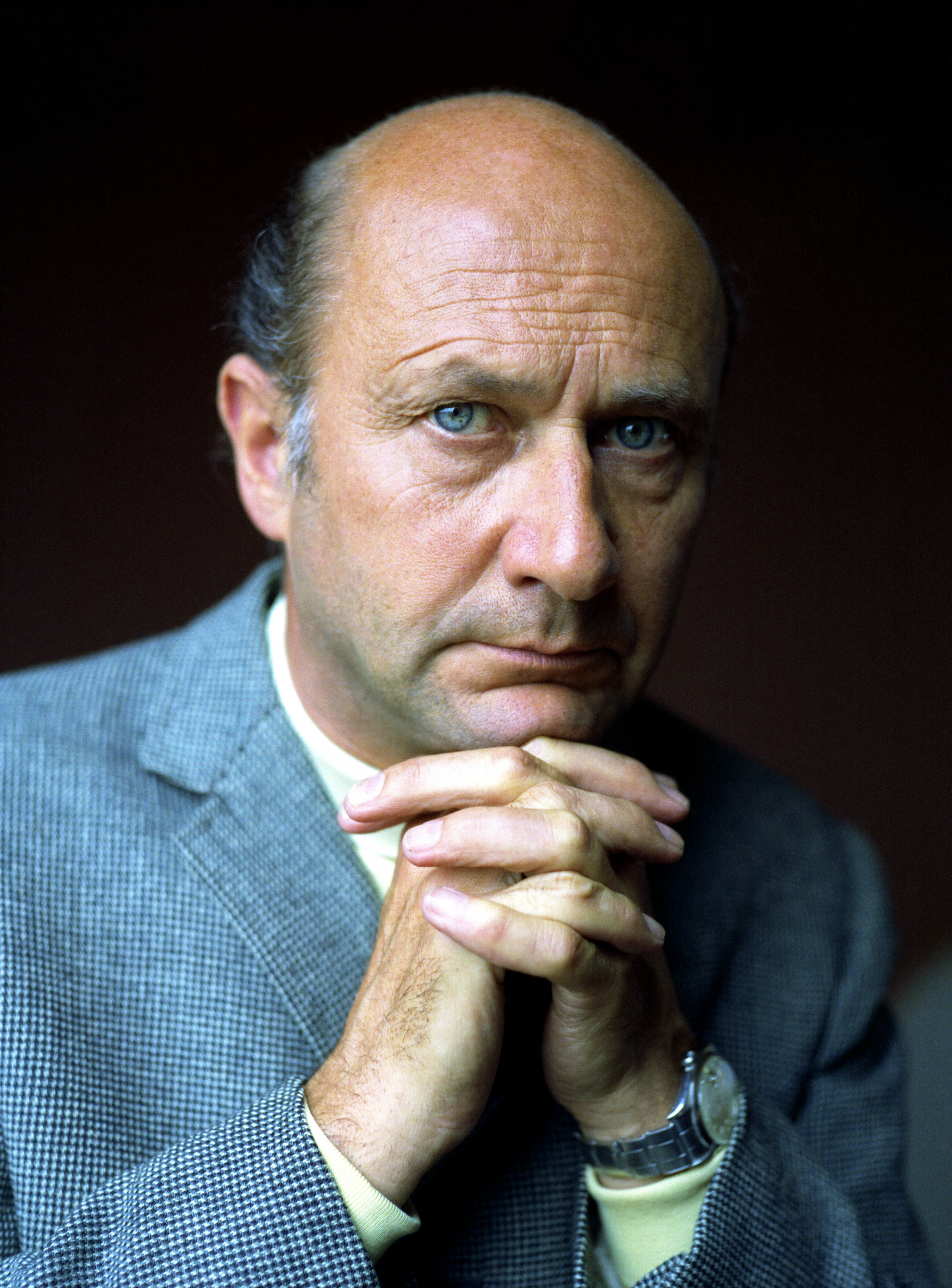
Pleasence
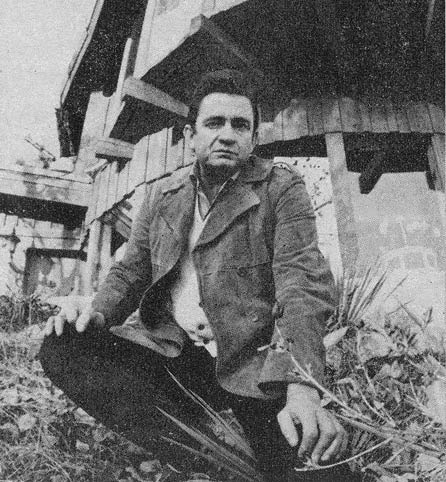
Cash
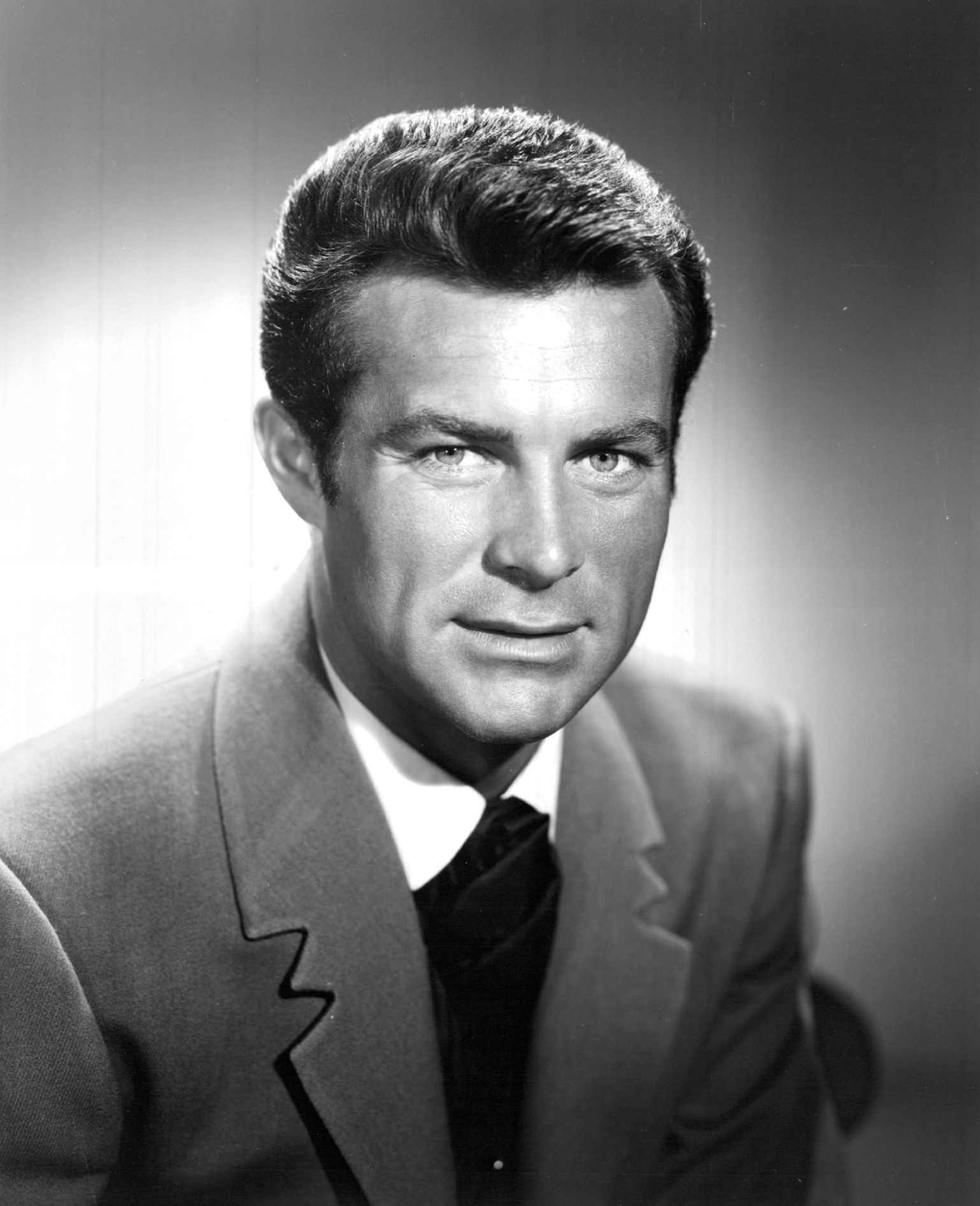
Conrad
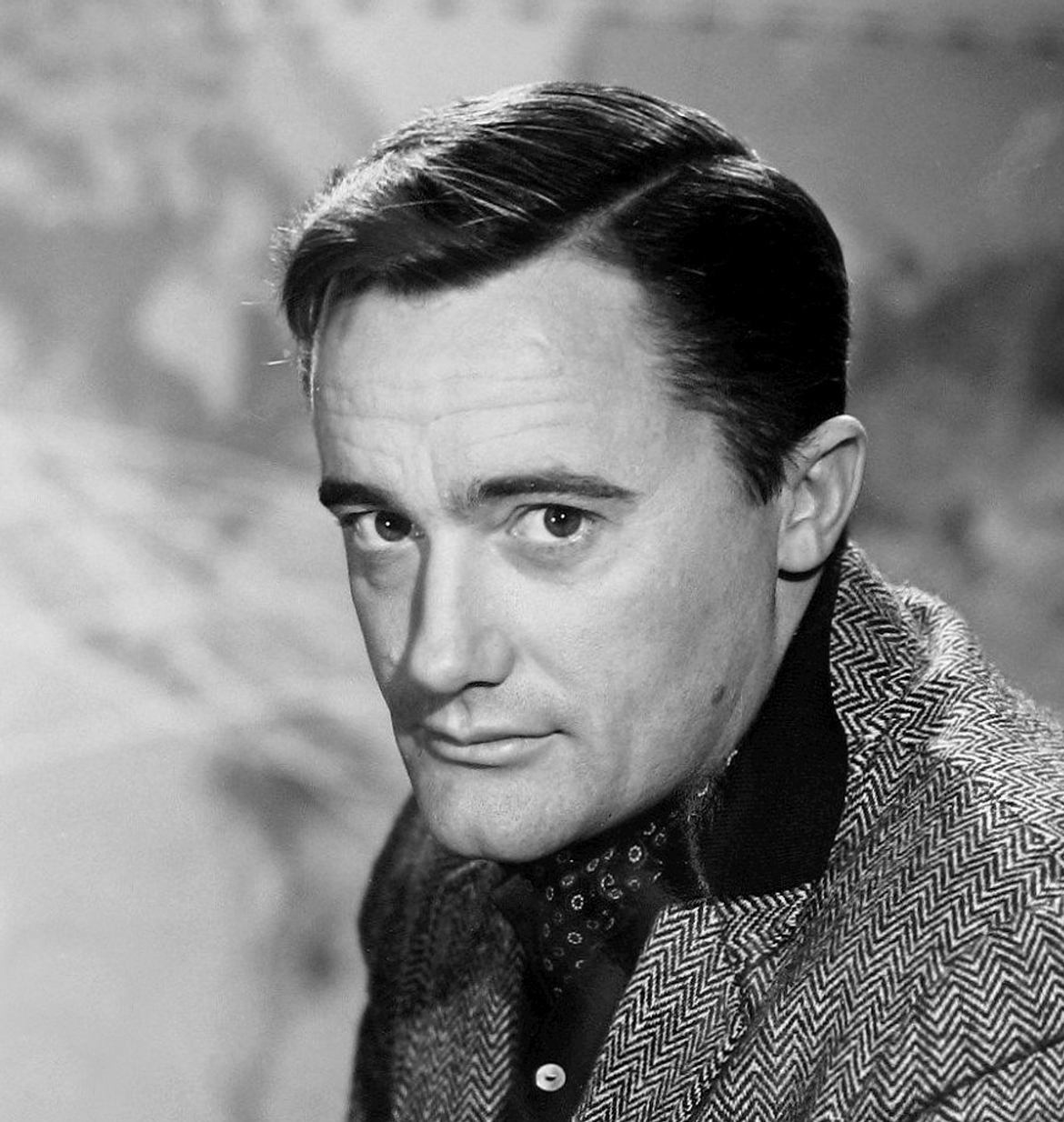
Vaughn
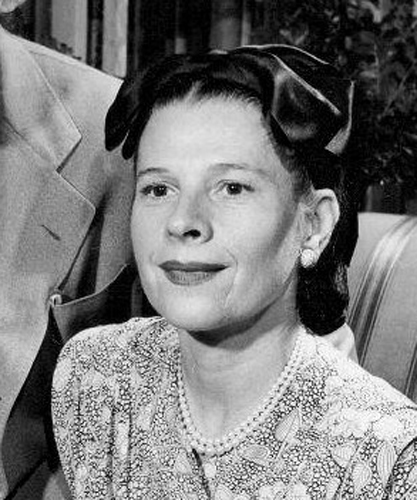
Gordon
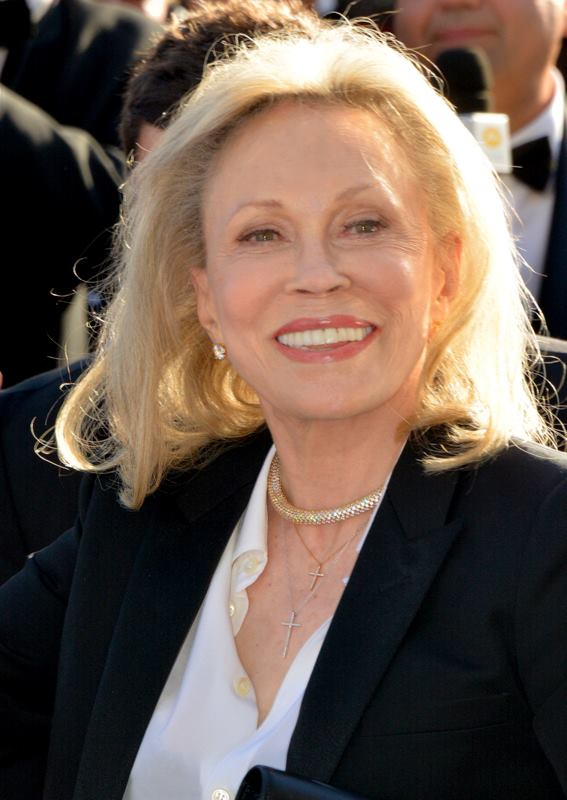
Dunaway

Prägende Gaststars der Serie in der ersten Produktionsphase zwischen 1971 und 1978 waren die als Columbo-„Oberschurken“ geltenden Jack Cassidy und Robert Culp. Beide Schauspieler agierten jeweils dreimal als Mörder. Zudem spielte Robert Culp in der 1990 produzierten Episode Luzifers Schüler einen Anwalt und Vater eines der Täter.
Eine besondere Verbundenheit zur Serie hatte der ebenfalls als „Oberschurke“ geltende Patrick McGoohan. McGoohan fungierte bei der Serie als Schauspieler, Regisseur, Produzent und Drehbuchschreiber. Nachdem Peter Falk McGoohan bei der Episode Des Teufels Corporal (1974) kennengelernt und schätzen gelernt hatte, übernahm McGoohan bei den fünf Episoden Tod am Strand (1975), Der alte Mann und der Tod (1976), Mord nach Termin (1990), Das Aschenpuzzle (1998) und Mord nach Takten (2000) die Regie. Er selbst spielte hierbei in den Episoden Tod am Strand, Mord nach Termin und Das Aschenpuzzle auch den Täter. Zudem zeichnete sich McGoohan in den beiden zuletzt von ihm als Regisseur gedrehten Episoden Das Aschenpuzzle und Mord nach Takten auch als Drehbuchautor und Produzent in Personalunion aus. Abgesehen von den drei Columbo-„Oberschurken“, wurden noch der aus der Serie Raumschiff Enterprise als Captain Kirk zu Ruhm gekommene Schauspieler William Shatner sowie George Hamilton jeweils zweimal als Mörder engagiert.
Weiterhin wurden die Täter von zahlreichen weiteren bekannten Film- und TV-Darstellern gespielt. Der als James-Bond-Erzbösewicht Blofeld berühmt gewordene Donald Pleasence spielte in der Folge Wein ist dicker als Blut (1973) den Mörder Adrian Carsini. Der aus Wien stammende Oskar Werner hat einen bemerkenswerten Auftritt als technisch versierter und brutaler Mörder in der Folge Playback (1975). Die beiden letztgenannten Episoden Wein ist dicker als Blut und Playback waren erklärtermaßen die Lieblingsfolgen von Peter Falk. Der Country-Star Johnny Cash spielte in der Folge Schwanengesang (1974) den Mörder und populären Country-Sänger Tommy Brown. In der Folge werden einige Live-Konzert-Ausschnitte mit bekannten Songs gezeigt. Der vor allem als Mr. Spock bekannt gewordene Leonard Nimoy trat in der Folge Zwei Leben an einem Faden (1973) als skrupelloser Chirurg in Erscheinung.
Die insgesamt dreizehn weiblichen Täter wurden verkörpert von Lee Grant (Lösegeld für einen Toten), Susan Clark (Schritte aus dem Schatten), Honor Blackman (Alter schützt vor Torheit nicht), Trish Van Devere (Mord in eigener Regie), Faye Dunaway (Der Tote in der Heizdecke), Janet Leigh (Tödliches Comeback), Vera Miles (Ein Hauch von Mord), Joyce Van Patten (Bei Einbruch Mord), Anne Baxter (Klatsch kann tödlich sein), Ruth Gordon (Alter schützt vor Morden nicht), Tyne Daly (Ein Spatz in der Hand), Helen Shaver (Ruhe sanft, Mrs. Columbo) und Lindsay Crouse (Black Lady).
| Gaststar (Täter) | Rollenname                        | Episode                               | Staffel |
| ---------------- | --------------------------------- | ------------------------------------- | ------- |
| Jack Cassidy     | Ken Franklin                      | Tödliche Trennung                     | 1       |
| Jack Cassidy     | Riley Greenleaf                   | Schreib oder stirb                    | 3       |
| Jack Cassidy     | Der Große Santini / Stefan Müller | Wenn der Schein trügt                 | 5       |
| Robert Culp      | Carl Brimmer                      | Mord mit der linken Hand              | 1       |
| Robert Culp      | Paul Hanlon                       | Wenn der Eismann kommt                | 2       |
| Robert Culp      | Dr. Bart Kepple                   | Ein gründlich motivierter Tod         | 3       |
| Patrick McGoohan | Colonel Lyle C. Rumford           | Des Teufels Corporal                  | 4       |
| Patrick McGoohan | Nelson Bremmer                    | Tod am Strand                         | 5       |
| Patrick McGoohan | Oscar Finch                       | Mord nach Termin                      | 9       |
| Patrick McGoohan | Eric Prince                       | Das Aschenpuzzle                      | 10      |
| George Hamilton  | Dr. Marcus Collier                | Der Schlaf, der nie endet             | 4       |
| George Hamilton  | Wade Anders                       | Der erste und der letzte Mord         | 10      |
| William Shatner  | Ward Fowler                       | Mord im Bistro                        | 6       |
| William Shatner  | Fielding Chase                    | Todesschüsse auf dem Anrufbeantworter | 10      |

| Gaststar (Täter) | Rollenname              | Episode                            | Staffel   |
| ---------------- | ----------------------- | ---------------------------------- | --------- |
| Lee Grant        | Leslie Williams         | Lösegeld für einen Toten           | Pilotfilm |
| John Cassavetes  | Alex Benedict           | Etüde in Schwarz                   | 2         |
| Ray Milland      | Jarvis Goodland         | Blumen des Bösen                   | 2         |
| Honor Blackman   | Lillian Stanhope        | Alter schützt vor Torheit nicht    | 2         |
| Leonard Nimoy    | Dr. Barry Mayfield      | Zwei Leben an einem Faden          | 2         |
| Martin Landau    | Dexter und Norman Paris | Doppelter Schlag                   | 2         |
| Donald Pleasence | Adrian Carsini          | Wein ist dicker als Blut           | 3         |
| Johnny Cash      | Tommy Brown             | Schwanengesang                     | 3         |
| Robert Conrad    | Milo Janus              | Geld, Macht und Muskeln            | 4         |
| Robert Vaughn    | Hayden Danziger         | Traumschiff des Todes              | 4         |
| Oskar Werner     | Harold van Wyck         | Playback                           | 4         |
| Ruth Gordon      | Abigail Mitchell        | Alter schützt vor Morden nicht     | 7         |
| Louis Jourdan    | Paul Gerard             | Mord à la Carte                    | 7         |
| Faye Dunaway     | Lauren Staton           | Columbo: Der Tote in der Heizdecke | 10        |

### Nebenrollen

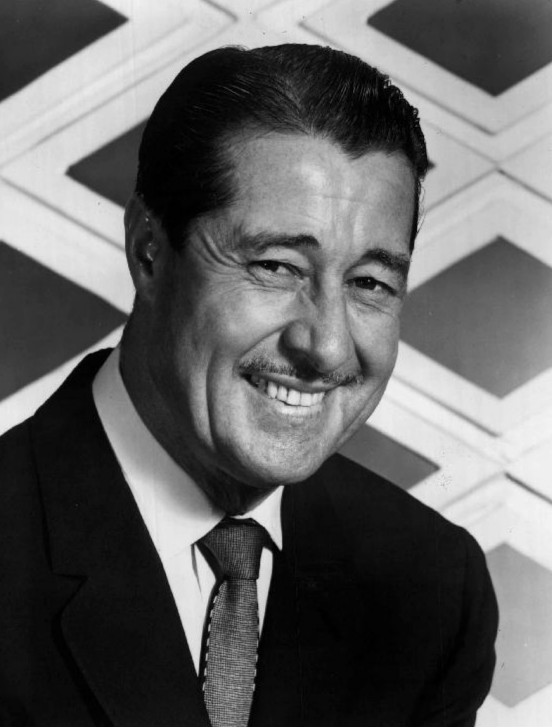
Ameche
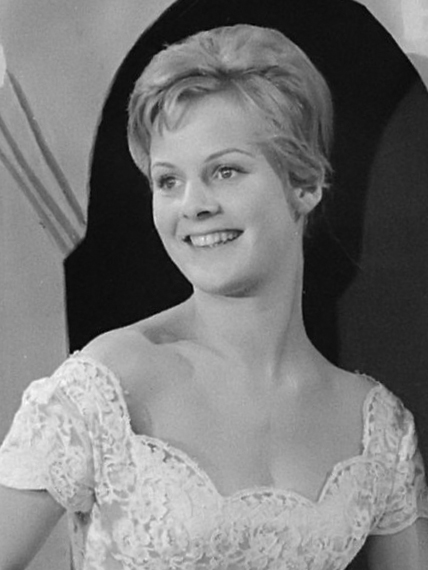
Brühl
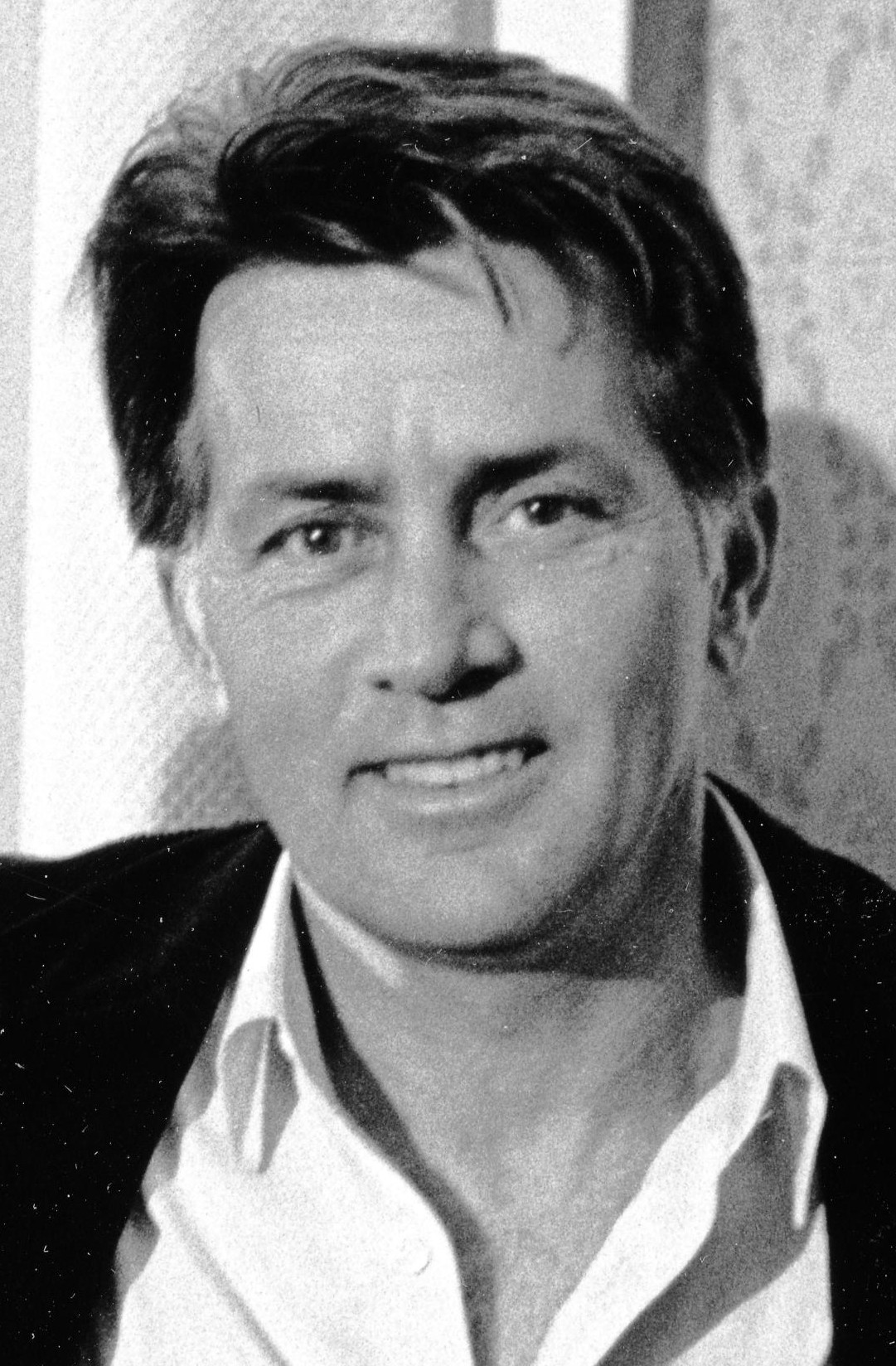
Sheen
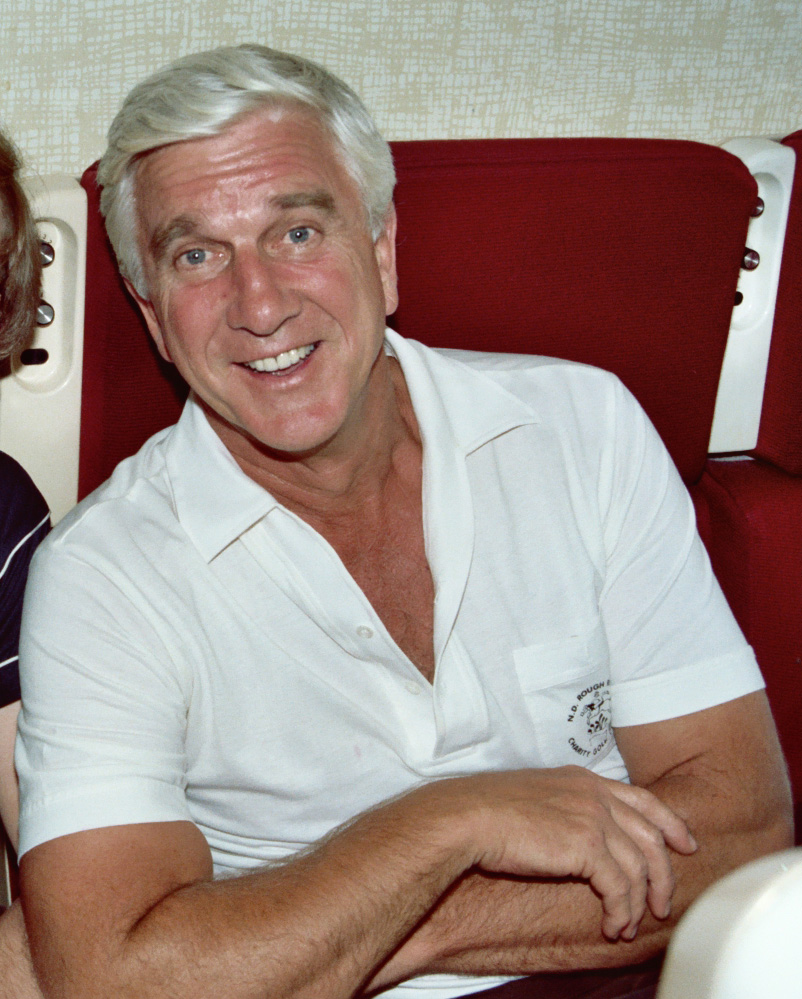
Nielsen
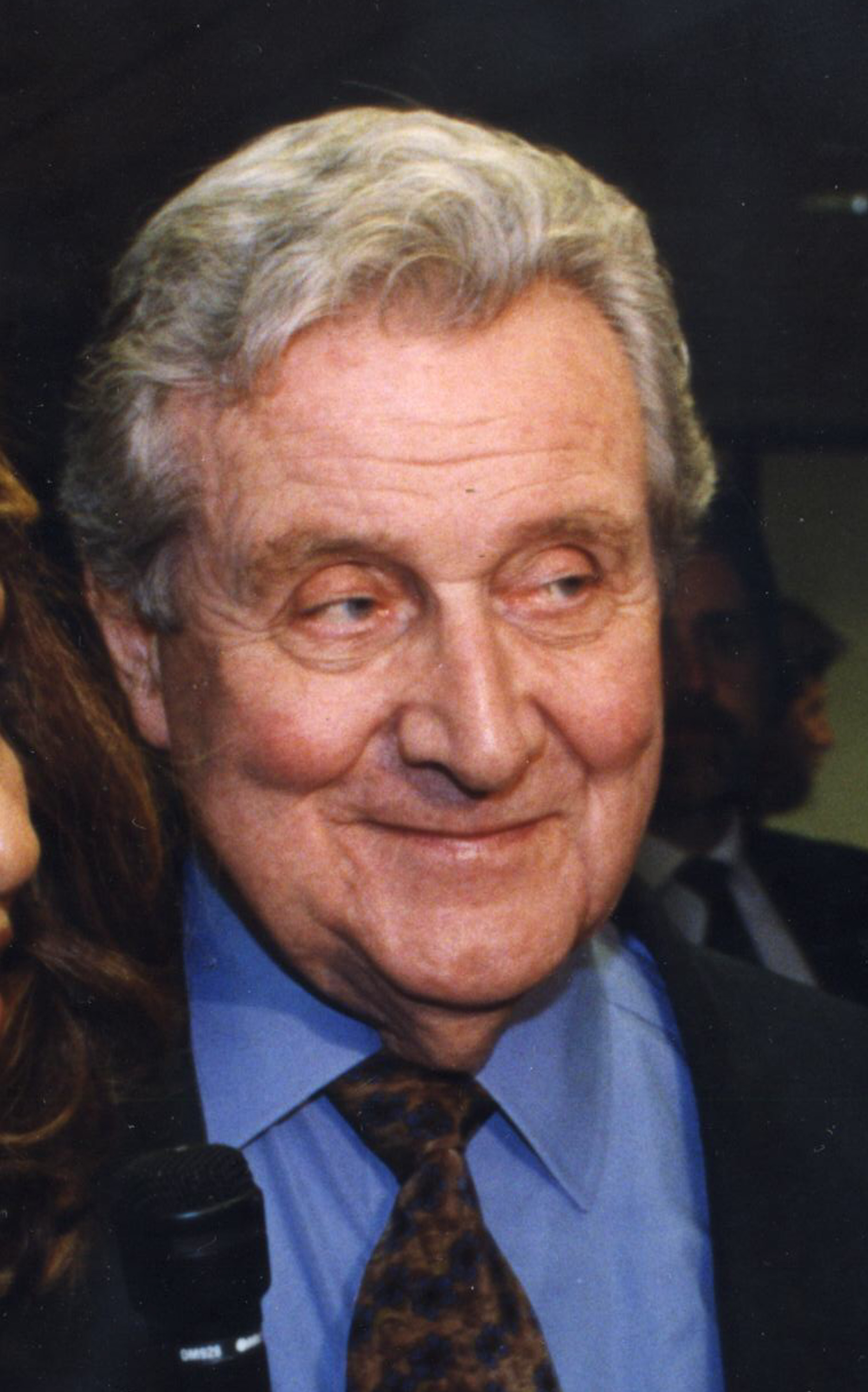
Macnee
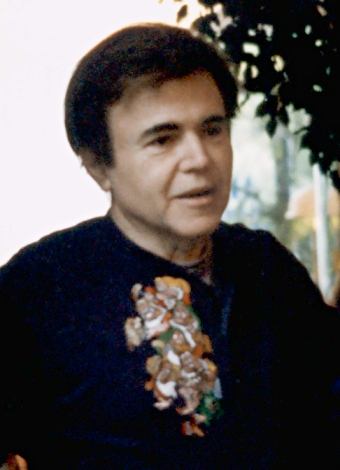
Koenig
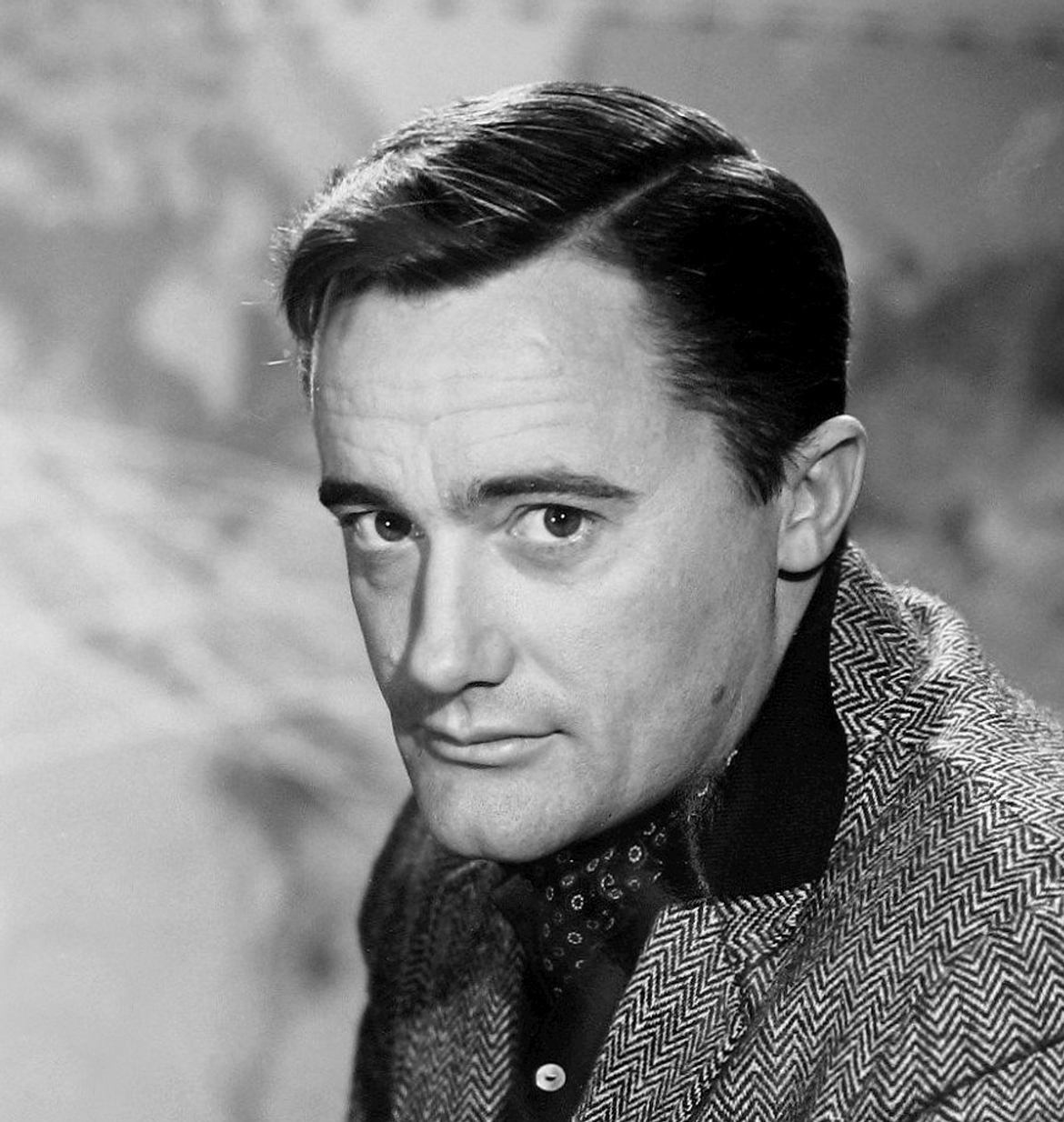
Vaughn
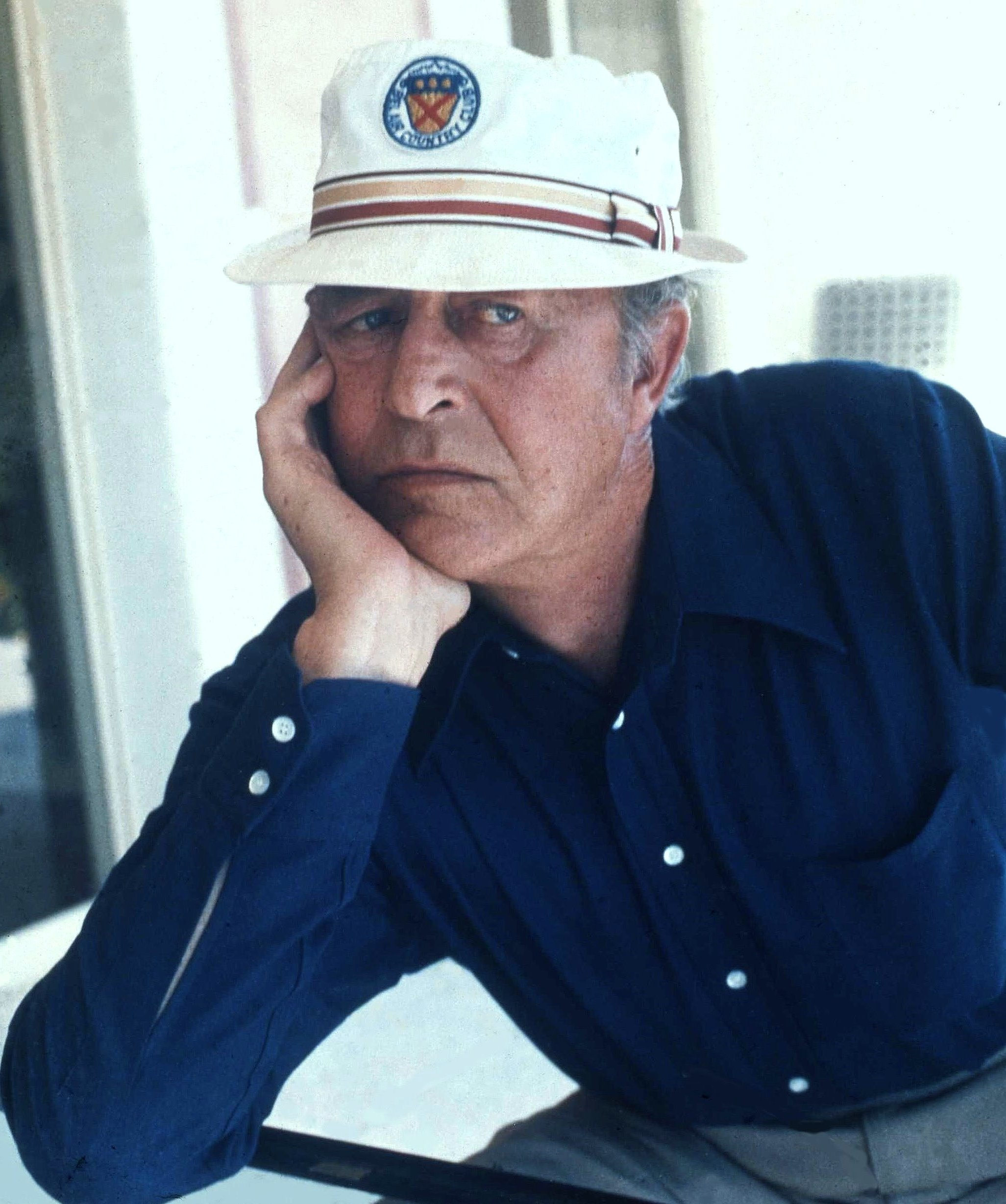
Milland
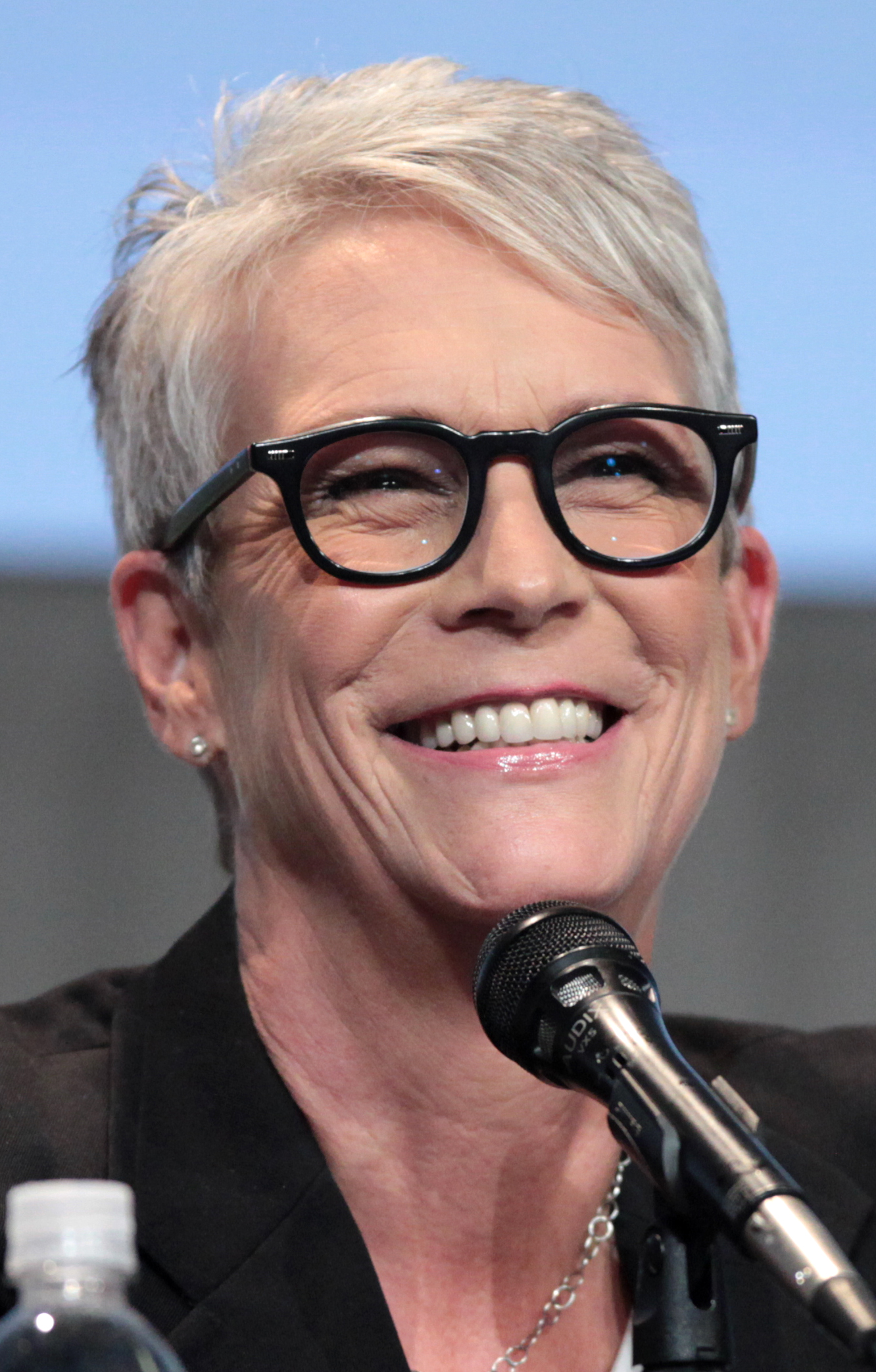
Curtis
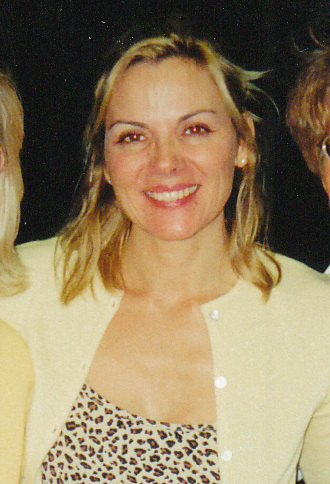
Cattrall
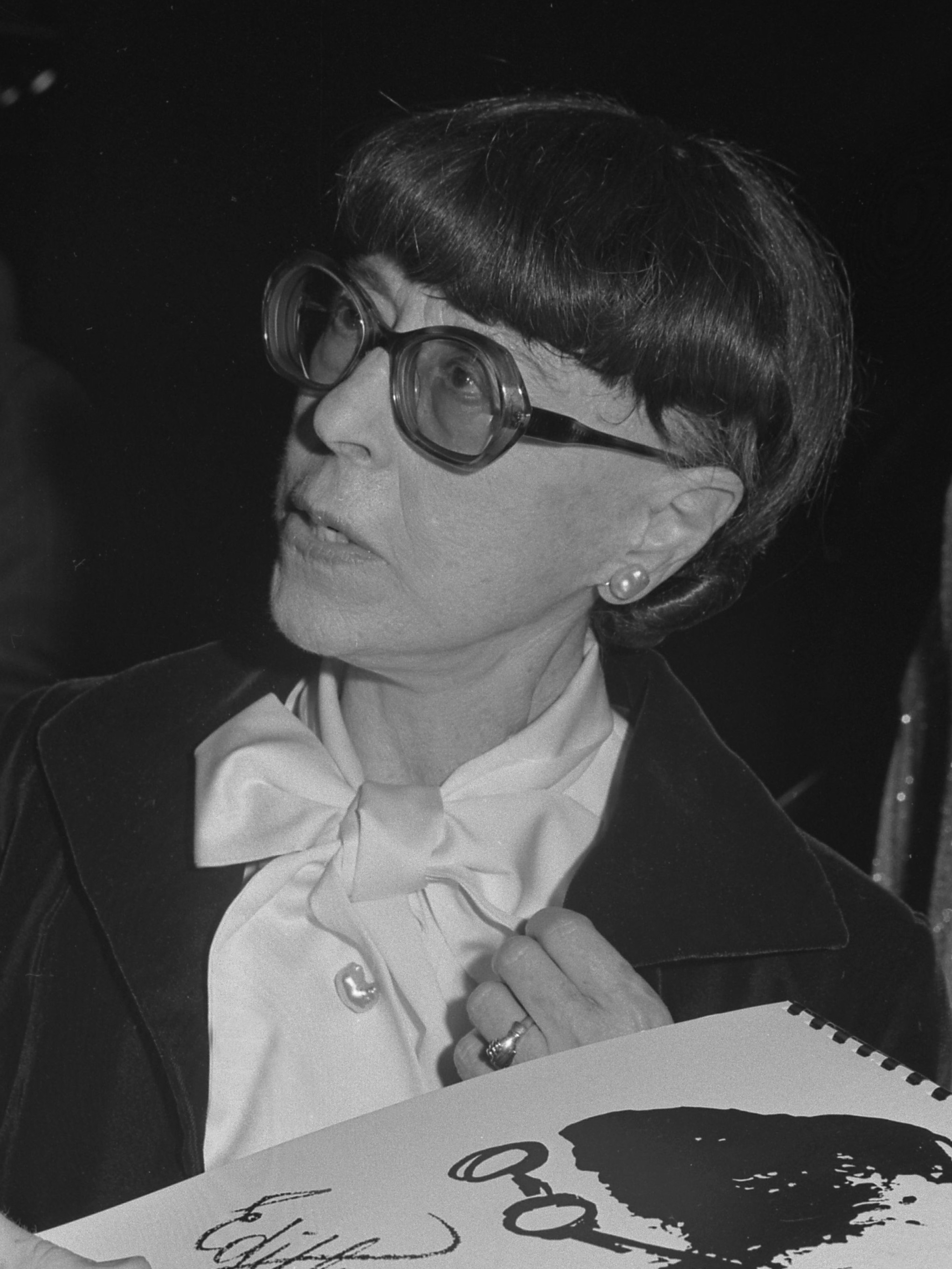
Head
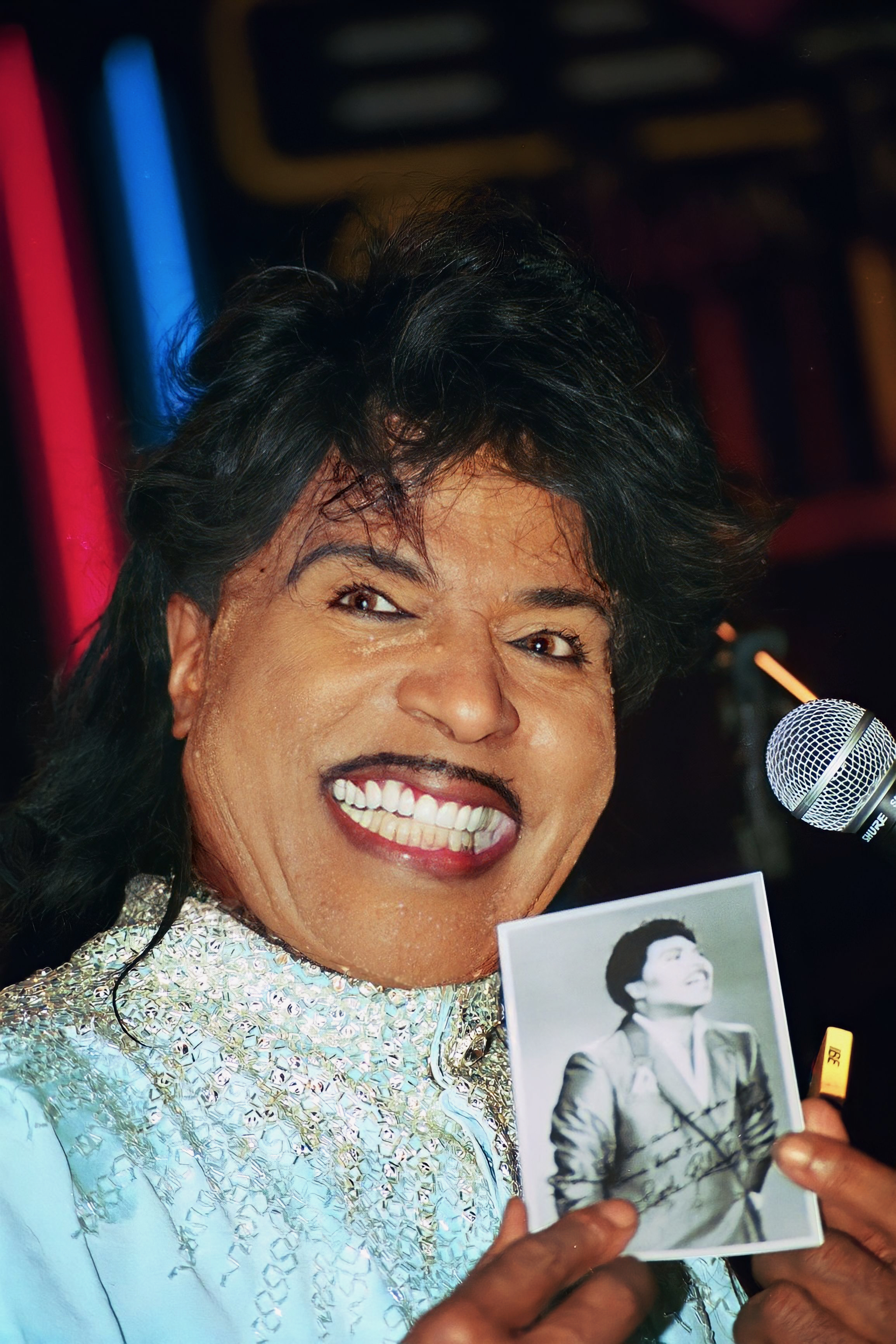
Richard

Einige Darsteller spielten bei Columbo sowohl in einer Haupt- als auch einer Nebenrolle mit. Der Schauspieler Robert Vaughn spielte zunächst in der Episode Traumschiff des Todes (1974) einen Mörder und in der Folge Der alte Mann und der Tod (1976) schließlich das Mordopfer. Ray Milland spielt in der Episode Mord mit der linken Hand (1971) erst den Ehemann des Mordopfers, um dann wenig später in der Folge Blumen des Bösen (1972) den Mörder zu spielen. Ed Begley Junior war zunächst in der Folge Mord per Telefon (1978) als Polizist zu sehen, um viele Jahre später den Täter in Zwei Leichen und Columbo in der Lederjacke (1994) darzustellen. Ebenso erging es dem Schauspieler Dabney Coleman, der erst in einer Nebenrolle als Polizist in der Episode Doppelter Schlag (1973) eingesetzt wurde, um schließlich den Mörder in der Folge Tödliche Liebe (1991) zu spielen. Die Schauspielerin Joyce Van Patten spielte zunächst eine Nonne in der Episode Momentaufnahme für die Ewigkeit (1974), um zwei Jahre später die Mörderin in der Folge Bei Einbruch Mord (1976) zu geben. Als Mörderin agierte zunächst Tyne Daly in der Episode Ein Spatz in der Hand (1992), um dann in Zwei Leichen und Columbo in der Lederjacke (1994) nochmal in einer kleinen Nebenrolle aufzutreten.
Zahlreiche Nebenrollen wurden ebenfalls mit prominenten Gaststars besetzt, die häufig auch bei anderen von den Universal Studios produzierten Spielfilmen und Fernsehserien eingesetzt wurden. Der in seiner Rolle als Mortimer Duke aus den Komödien Die Glücksritter und Der Prinz aus Zamunda bekannte Don Ameche spielte einen Anwalt in Mord in Pastell (1971). An seiner Seite spielt die Oscarpreisträgerin Kim Hunter, filmisch in Erinnerung geblieben durch ihre Hauptrolle als Schimpansin Dr. Zira in den ersten drei Teilen der Science-Fiction-Filmreihe Planet der Affen. In Schach dem Mörder (1973) spielte Heidi Brühl die Rolle der Betreuerin des russischen Schachgenies Tomlin Dudek. Martin Sheen spielte in der Episode Ein Hauch von Mord (1973) das Mordopfer. Leslie Nielsen spielte in der Folge Schritte aus dem Schatten (1971) den Lebenspartner der Mörderin und in der Episode Tod am Strand (1975) das Mordopfer. Dean Stockwell spielte in der Episode Wenn der Eismann kommt (1972) das Mordopfer und in der Folge Traumschiff des Todes (1974) einen unschuldigen Verdächtigen. Der aus der Fernsehserie Mit Schirm, Charme und Melone bekannte Patrick Macnee spielte den Kapitän des Traumschiffs des Todes. Walter Koenig, bekannt als Lt. Pavel Chekov aus der Science-Fiction-Serie Raumschiff Enterprise, spielt in der Episode Mord im Bistro (1976) einen Kriminalbeamten, der gegen den von William Shatner alias Enterprise-Captain. James T. Kirk gespielten Mörder ermittelt.
Eine kleine Nebenrolle hatte die noch am Beginn ihrer Karriere stehende Jamie Lee Curtis als schlecht gelaunte Kellnerin in der Episode Todessymphonie (1977). Die später durch ihre Rolle als Samantha Jones in der Serie Sex and the City zu Weltruhm gelangte Schauspielerin Kim Cattrall ist in der Folge Mord per Telefon (1978) in einer Nebenrolle als Studentin zu sehen. Eine kleine Nebenrolle als Sekretärin spielte die als Peggy Bundy bekannt gewordene Katey Sagal in der Episode Stirb für mich (1973), bei der ihr Vater Boris Sagal Regie führte. Jeff Goldblum spielt als Statist ohne Text einen Demonstranten in der Episode Mord in der Botschaft (1975). Einen Cameo-Auftritt hat die mit acht Oscars ausgezeichnete legendäre Kostümbildnerin Edith Head in der Episode Klatsch kann tödlich sein (1973). Little Richard hat einen kurzen Gastauftritt als Musiker in der Folge Tödliche Liebe (1991).
Durch seinen Einfluss versorgte Peter Falk zudem zahlreiche seiner Schauspieler-Freunde mit Engagements in zahlreichen Nebenrollen. Falks Freunde Timothy Carey, Val Avery, Vito Scotti, Fred Draper, John Finnegan, Mike Lally und Bruce Kirby gehörten zum Stammrepertoire der Serie und wurden immer wieder in verschiedenen Rollen besetzt. Bruce Kirby spielte beispielsweise in sechs Folgen Columbos Assistenten Sergeant George Kramer. Zudem trat Kirby in drei weiteren Episoden in Nebenrollen auf. Allen voran war jedoch der über 70-jährige Mike Lally aus New York City. Mike Lally wirkte bei sämtlichen zwischen 1971 und 1977 gedrehten Episoden der ersten sieben Staffeln als Peter Falks Lichtdouble mit und war zudem in 25 Episoden zumeist als Komparse im Hintergrund zu sehen. Zudem kümmerte sich Lally darum, dass Falk alles bekam, was dieser in seinem Trailer brauchte. Falk sorgte im Gegenzug dafür, dass an Drehtagen der Fahrer zuerst Lally und anschließend Falk zu Hause abholte. Bei den Dreharbeiten der Episode Mord im Bistro (1976) lernte Peter Falk seine spätere Ehefrau Shera Danese kennen, die fortan in fünf weiteren Nebenrollen der Serie in den Episoden Mord à la Carte (1978), Selbstbildnis eines Mörders (1989), Tödliche Liebe (1991), Zwei Leichen und Columbo in der Lederjacke (1994) und Keine Spur ist sicher (1997) zu sehen war.

## Protagonist Columbo

### Biografie

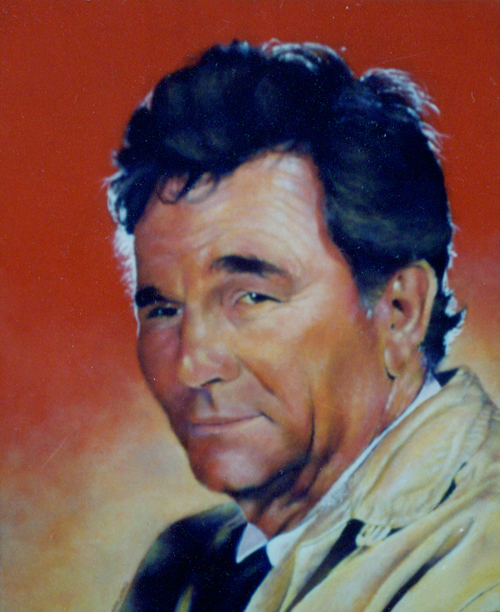
Columbo

Aus Versatzstücken und dem Verlauf der Serie lässt sich ein Profil von Columbo herleiten. Columbo wurde demnach in New York City geboren. In unmittelbarer Nähe zu Chinatown wuchs er mit seinen italienischstämmigen Eltern, fünf Brüdern, einer Schwester und seinem Großvater auf. Sein Vorname ist offiziell unbekannt und wird im gesamten Verlauf der Serie niemals genannt. Trotzdem entstand in der Episode Mord unter sechs Augen der Mythos von Columbos angeblichen Vornamen „Frank“. Das Drehbuch verlangte nach einer Szene, in der Columbo seine Polizeimarke und den dazugehörigen Dienstausweis vorzeigen musste. Also entwarf ein Requisiteur der Universal Studios ohne Absprache mit einem der Autoren einen entsprechenden Ausweis mit Columbos Bild und der Unterschrift „Frank Columbo“. Dieser Dienstausweis ist ein weiteres Mal in der Episode Blutroter Staub zu sehen.
Columbo spricht in der Originalsprachversion mit einem markanten New Yorker Akzent und ist aufgrund seiner Familienhistorie der italienischen Sprache mächtig. Nach seinem Dienst als Koch bei der United States Army im Koreakrieg ging Columbo zur New Yorker Polizei, bei der er dem 12. Polizeibezirk zugewiesen wurde. 1958 zog er nach Los Angeles. Hier begann er seine Arbeit als Kriminalbeamter beim Morddezernat des Los Angeles Police Department. Im Dienstgrad eines Lieutenants verdient er jährlich 11.000 US-Dollar (2025: ca. 80.000 US-Dollar). Zeitweise hat Columbo eine Wohnung im Stadtteil Hollywood mit der Adresse ⊙ 1106 Vine St, Los Angeles, CA 90038 angemietet.
Columbo ist verheiratet. Obwohl er seine Ehefrau Mrs. Columbo häufig erwähnt, bekommt der Zuschauer seine Angetraute im Verlauf der Serie niemals zu sehen. Ob die Columbos Kinder haben, bleibt unklar. So kann in Folge 19 Wein ist dicker als Blut seine Frau nicht zu einem Abendessen mitkommen, weil ihre Babysitterin keine Zeit hat; außerdem erwähnt er, dass er am vorherigen Sonntag ein Picknick mit Frau und Kind hatte. In Folge 17 Doppelter Schlag besucht Columbo mit einem Verdächtigen zum ersten Mal Las Vegas und erzählt ihm, dass er vor zwei Jahren mit seiner Frau über eine Reise nach Las Vegas gesprochen habe, diese sich aber wegen der Kinder für Disneyland entschieden habe. In Folge 23 Teuflische Intelligenz ist die Rede von zwei Kindern, in Folge 53 Ruhe sanft, Mrs. Columbo heißt es hingegen, sie hätten keine – was jedoch im Rahmen der Handlung als Falschbehauptung zum Schutze der Familie Columbo erklärlich ist. Die Eheleute haben jedenfalls einen Neffen, bei dessen Hochzeit die Braut entführt wird (Folge 60 Bluthochzeit). Ab Folge 10 Etüde in Schwarz ist Columbo stolzer Besitzer eines zumeist lethargischen Bassets, der von Columbo schlicht „Hund“ genannt wird.

### Auftritt und Eigenschaften

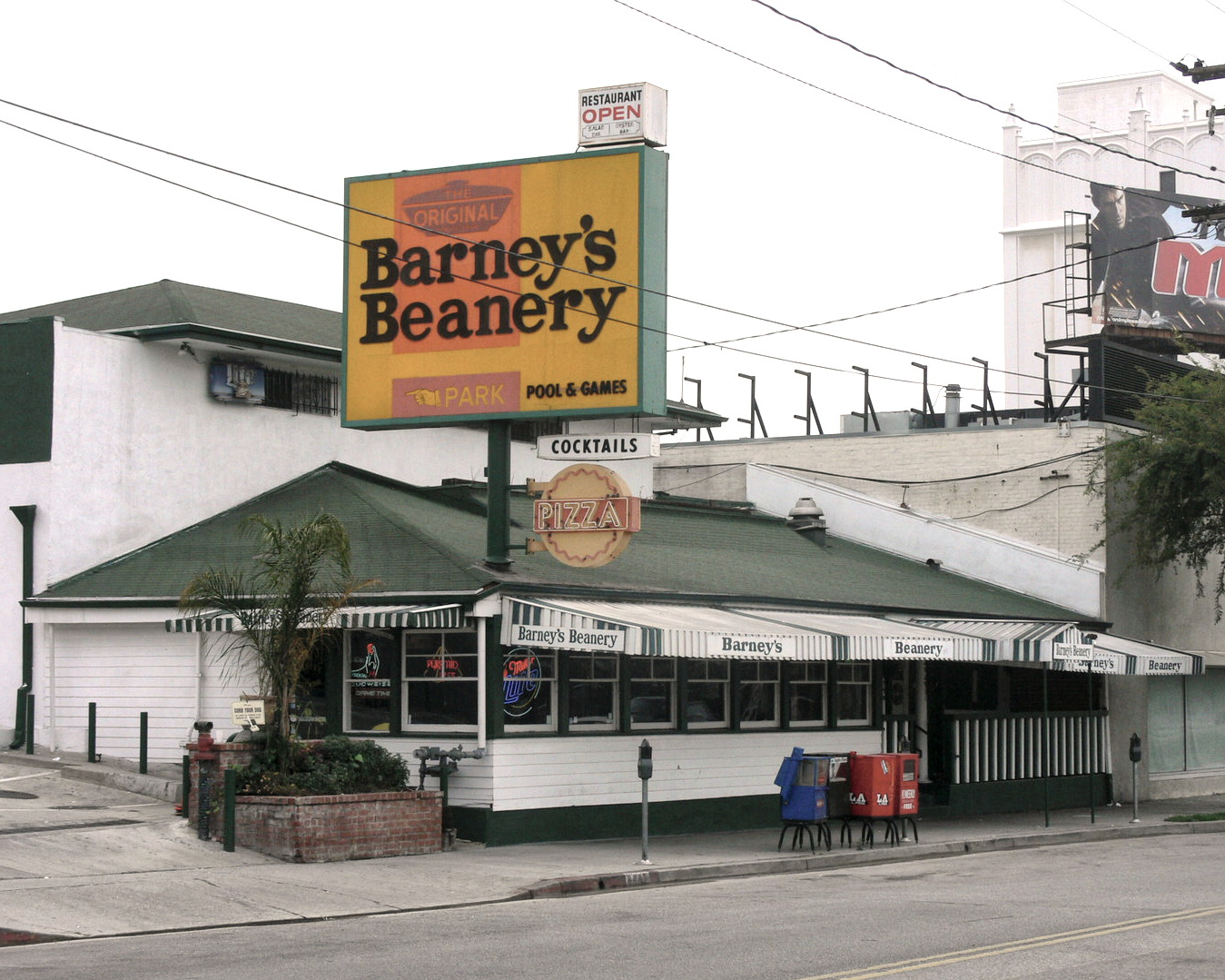
Barney’s Beanery, Columbos Stammimbiss in West Hollywood

Columbo tritt als unordentlicher, oft leicht begriffsstutzig wirkender Kommissar auf. Entgegen seinem äußeren Erscheinen ist Columbo jedoch ein intelligenter, überaus gründlicher Kriminalist mit viel Erfahrung. Er wirkt zwar zerstreut, weiß hingegen immer genau, was er tut, und geht stets zielgerichtet vor. Columbo tritt ruhig, gelassen und souverän auf und ist gemeinhin durch nichts zu erschüttern. Columbo tritt fast immer höflich und zuvorkommend auf – im Umgang mit den Tatverdächtigen macht er davon selten Ausnahmen. Er untersucht Tatorte besonders penibel und stößt dabei meist auf scheinbar unwichtige Indizien und Ungereimtheiten, denen seine Kollegen keine Bedeutung beimessen. Er interessiert sich für kleinste Details und Widersprüche und besticht durch seine Beobachtungsgabe und seine Menschenkenntnis. Columbo leitet die Ermittlerteams und tauscht sich regelmäßig mit Polizisten und anderen Beamten aus, ist im Grunde jedoch ein Einzelgänger. Mit seiner rein auf Logik basierenden Art, Fälle zu lösen, steht Lieutenant Columbo in der Tradition von Detektiven wie Sherlock Holmes, Maigret oder Köster. Mit der Columbo-Figur grenzten sich die Filmemacher von Krimiserien mit machohafter Attitüde des Protagonisten ab. Zudem ist Columbo ein schlechter Schütze („Wenn ich am Ufer stehe, treffe ich das Wasser nicht.“) und hasst Waffen.
Der stets billige Zigarren rauchende Columbo trägt immer die gleichen Kleidungsstücke, unter anderem einen zerknitterten Regenmantel, der zu seinem Markenzeichen wurde. Unter dem Mantel trägt er normalerweise einen schlecht sitzenden Anzug in einer Art Graurosa, der ebenfalls zerknittert und verblichen aussieht. Die Garderobe wird in nahezu jeder Folge mal mehr, mal weniger unterschwellig zum Thema. In wenigen Folgen taucht Columbo dem Anlass entsprechend in eleganter Abendgarderobe auf. Ein weiteres Markenzeichen ist Columbos Orientierungslosigkeit, sehr häufig findet er nicht die Ausgangstür und muss die Hausinhaber nach dem Ausgang fragen. Columbo pfeift ab der in Staffel 3 veröffentlichten Episode Wein ist dicker als Blut hin und wieder das Volks- und Kinderlied This Old Man.

### Vorlieben

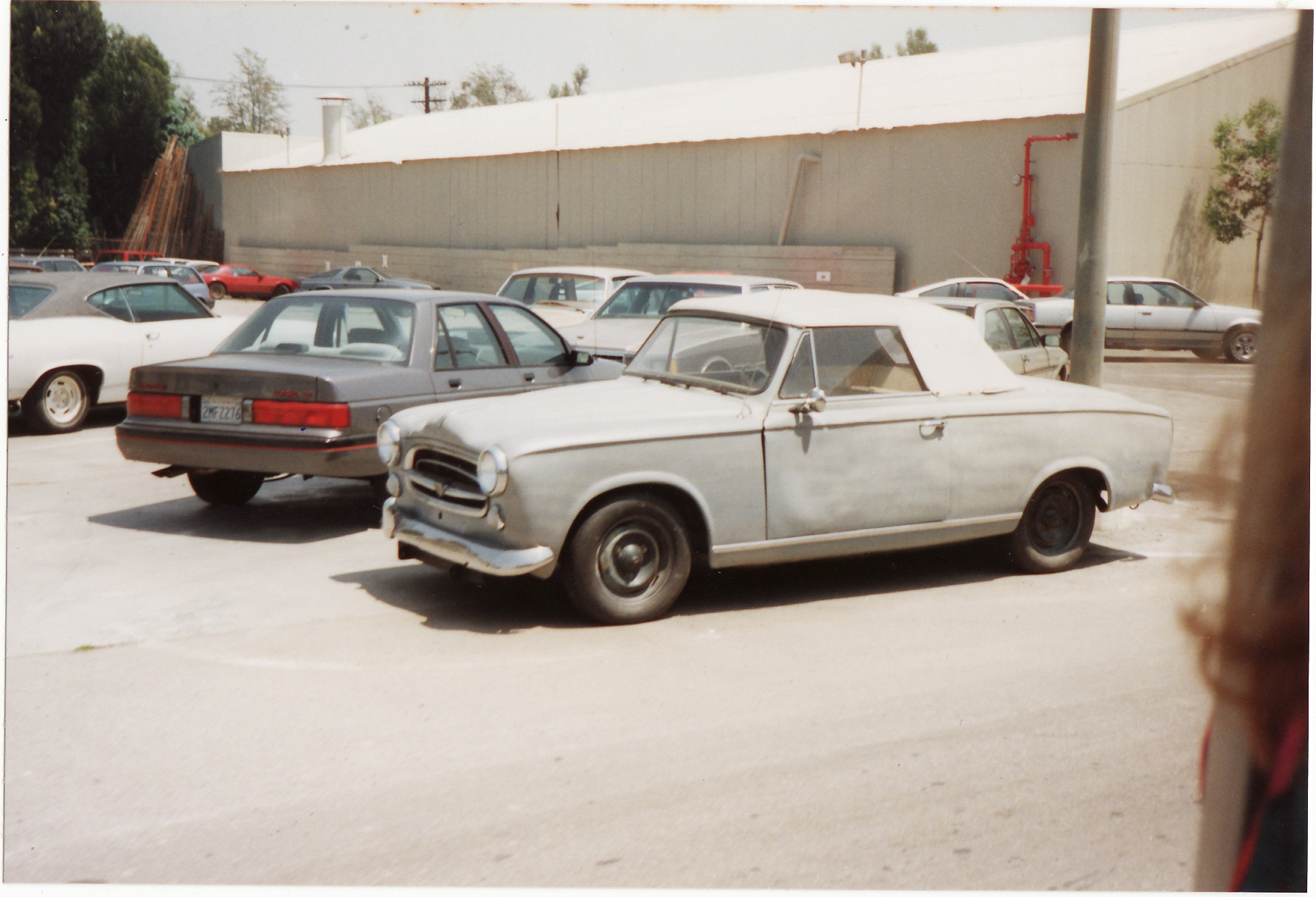
Columbos Peugeot 403 auf dem Gelände der Universal Studios

Columbo isst gerne Chili con Carne mit Crackern, Hamburger, Sandwiches, Hotdogs oder Bratwürste und gibt sich immer wieder als Liebhaber einer bodenständigen, wenig verfeinerten Esskultur zu erkennen. Einer seiner Stammimbisse ist ⊙ Barney’s Beanery am Santa Monica Boulevard in West Hollywood. In einigen Folgen gibt er sich jedoch als Feinschmecker und hervorragender Koch zu erkennen. Columbo ist ein passabler Billard- und Darts-Spieler.

### Auto
Der unaufmerksame und schlechte Autofahrer Columbo fährt ein nahezu schrottreifes, seltenes Peugeot-403-Cabriolet, Baujahr 1959, mit Vollausstattung, Version Grande Luxe Cabriolet mit der Fahrgestellnummer 2400822. In Folge 57 Der erste und der letzte Mord spricht Columbo unsachgemäß gegenüber dem vermeintlichen Mörder von Baujahr 1950. Nach Ende der ersten Drehperiode 1978 verkauften die Universal Studios das Auto. Seit 1984 ist es im Besitz eines Ehepaares aus Florida. Für die Drehperiode zwischen 1989 und 2003 verlieh das Ehepaar seinerseits den Wagen wieder an Universal, da Peter Falk auf dem Original bestand.

## Inszenierung

### Konzept
Im Gegensatz zu klassischen Krimis, bei denen die Identität des Mörders erst am Ende der Handlung verraten wird, erhält der Zuschauer bei Columbo – bis auf wenige Ausnahmen – zu Beginn jeder Folge detaillierte Kenntnisse über Tatmotiv, Mord und Mörder. Für Fernsehserien der damaligen Zeit war dieses Konzept der invertierten Kriminalgeschichte sehr ungewöhnlich, teils revolutionär. Bei Columbo wurde der Versuch unternommen, einen Serienkrimi auf dem Niveau klassischer Literatur zu produzieren. Jede Episode sollte laut den Columbo-Erfindern Link und Levinson anstatt wie eine übliche amerikanische TV-Polizeiserie vielmehr im Stile des amerikanischen Krimi-Autorenduos Ellery Queen und den „Salonkrimis“ der englischen Autorin Agatha Christie geschrieben und produziert werden. Die Serie sollte bis auf den Mord gewaltfrei sein. Columbo trägt weder eine Waffe noch schlägt er sich. Die Folgen kommen zudem ohne jegliche Schießereien, Verfolgungsjagden, Drogenrazzien oder Prostituierte aus. Stattdessen werden luxuriöse Villen in einem sterilen, fast märchenhaften Los Angeles gezeigt, in denen die scheinbar anständigen, jedoch durchweg hochmütigen und mit einem zumeist überbordenden Selbstvertrauen ausgestatteten Täter lebten. Die Darstellung des sozialen Umfelds und Intellekts der Mörder sollte einen möglichst großen Kontrast zum stets bescheiden auftretenden Columbo bilden.
Ein weiteres wichtiges Element der Serie ist es, dass der Zuschauer annähernd nichts Privates über Columbo erfährt. Mitunter redet dieser zwar ununterbrochen über seine Frau, seinen Schwager oder seinen Neffen, doch niemals sieht der Fernsehzuschauer eine dieser Personen im Verlauf der Serie. Zudem sieht der Zuschauer Columbo niemals in seinem Zuhause und nur äußerst selten im Polizeipräsidium. Er gleitet wie magisch einfach in die Geschichte hinein und wieder heraus. Von daher war der Plan des Autorenduos Levinson und Link von Beginn an, dass das eigentliche unlösbare Rätsel der Serie die Figur Columbo selbst sein sollte.

### Erzählstruktur
In der Regel beginnt eine Episode mit einem scheinbar perfekt und genial geplanten Mord inklusive eines wasserdichten Alibis. Mörder und Publikum erscheint der Plan narrensicher. Dann jedoch erscheint Columbo am Tatort und entdeckt schnell eine kleine, scheinbar belanglose Inkonsistenz. Sogleich gerät der Mörder ins Visier des ermittelnden Lieutenants. Anschließend wird Columbo eine Reihe von weiteren Hinweisen aufdecken, bis er einen unwiderlegbaren „Jetz-hab-ich-dich“-Beweis enthüllt, der den Schuldigen justiziabel belastet. Häufig initiiert Columbo durch eine List seine Beweisführung, die den Täter letztlich überführt.

### Dramaturgie
Die Dramaturgie jeder Episode ist in aller Regel so angelegt, dass in den ersten 15 bis 20 Minuten der Zuschauer zunächst den Mörder, das Mordopfer und das Tatmotiv kennenlernt und letztlich den Mord beobachtet. Da zudem zumeist die Tatvorbereitungen ausführlich geschildert werden, weiß der Zuschauer zunächst sehr viel mehr über den Mord als Columbo, der erst danach erstmals auftritt. Die Spannung resultiert bei Columbo nicht aus der Frage, wen der Lieutenant als Täter ermittelt, sondern daraus, wie er diesen zur Strecke bringt. Nach kurzer Zeit trifft Columbo mit dem Täter zusammen, auf den er sich aufgrund eines belastenden Indizes fortan konzentriert. Erst durch Columbos Ermittlungen und seine scharfsinnigen Erkenntnisse wird dem Zuschauer folglich bewusst, auf welche wichtigen Details der Täter nicht geachtet hat. Bis zur Mitte des Films genießt der Täter bei den ersten oft zufällig wirkenden Treffen mit Columbo noch seine scheinbare Überlegenheit über den als unterklassig, einfältig und unkultiviert empfundenen sowie unterwürfig auftretenden Kriminalbeamten.
Ab der zweiten Hälfte jeder Episode wird der Täter durch Columbos pedantische Frage- und Ermittlungsmethoden jedoch zunehmend belästigt, genervt und verunsichert. Der Täter muss entgegen seiner ersten oberflächlichen Wahrnehmung erkennen, dass Columbo ein überaus intelligenter Ermittler ist, der ihn mehr und mehr in die Enge treibt. Folglich versucht der langsam, aber sicher nervös werdende Täter in zunehmender Panik, falsche Spuren oder Hinweise zu legen. Im Verlauf der letzten 15 bis 20 Minuten holt Columbo schließlich zum endgültigen Schlag aus. Öfters konstruiert Columbo dazu ein gut durchdachtes Täuschungsmanöver oder konfrontiert den Täter mit manipulierten Beweismitteln, um den Täter zu einer unbedachten Aktion oder Aussage zu zwingen, die ihn entlarvt und letztlich des Mordes überführt.
Columbo triumphiert nie, wenn er einen Fall gelöst hat, sondern wirkt meist eher nachdenklich und melancholisch. Er behandelt die Täter respektvoll und bleibt zeitgleich ein unbestechlicher Ermittler, der sie nahezu ausnahmslos der Justiz zuführt. Es gibt nur sehr wenige Folgen, in denen Columbo den Täter entkommen lässt, wie in Tödliches Comeback mit Janet Leigh. In der Episode Der Tote in der Heizdecke mit Faye Dunaway stellt sich die Mörderin freiwillig, obwohl es keinen endgültigen Beweis gibt.

### Täterprofil
Die Tatverdächtigen entstammen zumeist dem elitären Milieu der erfolgreichen, wohlsituierten und scheinbar kultivierten High Society der kalifornischen Metropole Los Angeles. Bei den Tätern handelt es sich überwiegend um sehr erfolgreiche Menschen mittleren oder fortgeschrittenen Alters in gesellschaftlich exponierter Stellung, die kultiviert und eloquent auftreten. Von Beruf sind sie beispielsweise Arzt, Anwalt, Ingenieur, Unternehmer, Schriftsteller, Dirigent, Weingroßhändler, Kunstkritiker, Schachgroßmeister, Militäroffizier, Musiker, Schauspieler, Wissenschaftler, Geheimdienstler oder Diplomat. Die Täter verfügen zumeist über einen vermeintlich hohen Intellekt und eine überdurchschnittliche Intelligenz. Im Gegensatz dazu fehlt es ihnen an menschlichem Mitgefühl und Empathie. Stattdessen sind sie skrupellos, herzlos, hochmütig, habgierig, rachsüchtig oder krankhaft ehrgeizig.
Columbo wirkt in den feudalen Wohnsitzen und dem hemmungslos zur Schau gestellten Reichtum der Täter und ihres gesellschaftlichen Umfelds wie ein Fremdkörper. Meist fahren die Mörder als weltgewandte Kosmopoliten Modelle gehobener europäischer Automarken und sind beispielsweise in einem Ferrari, Rolls-Royce, Mercedes-Benz, BMW oder Jaguar unterwegs. Sofern das entsprechende Fahrzeug Parallelen zu Columbos Wagen aufweist, vergleicht oder lobt er es. Columbos Peugeot-Cabriolet reizt die Täter zu abfälligen Bemerkungen. Das Auftreten im alten privaten Auto löst bei dem Täter zusätzlich das Empfinden aus, es nicht mit einem kompetenten oder einflussreichen Ermittler zu tun zu haben. Die meist gut gekleideten Täter behandeln den immer in der gleichen unmodernen Garderobe gekleideten, zerstreut wirkenden, als unterklassig empfundenen und gutmütigen Columbo in aller Regel gönnerhaft, herablassend und arrogant. Columbo begegnet ihnen trotzdem mit unerschütterlicher Höflichkeit und Bescheidenheit. Er ist scheinbar begeistert von den Fähigkeiten und beruflichen Erfolgen der Täter, die in ihrem Fachgebiet eine herausragende Position einnehmen.
Anfangs genießen die Täter ihre Überlegenheit im Irrglauben, Columbo täuschen zu können. Sie sind froh, dass ein scheinbar wenig sachkundiger Polizeibeamter den Fall übernommen hat. In der Hoffnung, Columbo schnell wieder loszuwerden, beantworten die Täter bereitwillig dessen oft seltsame Fragen. Um unverdächtig zu erscheinen, eröffnen sie dem Ermittler, dass sein Besuch jederzeit willkommen sei. Im Verlauf der Ermittlungsarbeiten sind die Täter jedoch von seinen ständigen Besuchen so entnervt, dass sie ihn oft ausdrücklich aus dem Haus weisen. Oft sieht sich der in die Enge getriebene Mörder zu einer unbedachten Aktion gezwungen, zum Beispiel, um Beweismittel zu vernichten. Columbo hat diesen Schritt jedoch vorausgesehen und dem Täter eine Falle gestellt, um ihn schließlich überführen zu können. Am Schluss konfrontiert der Lieutenant den Täter meist mit einer brillanten Schlussfolgerung oder einem überraschenden Beweis, bricht so endgültig dessen Widerstand und bekommt von ihm ein Geständnis. In Folge 9 Ein Denkmal für die Ewigkeit gelingt es Columbo, den Täter beim Abtransport der Leiche des Opfers in flagranti zu erwischen. Manchmal verspricht der Lieutenant den bereits völlig entnervten Tätern, dies sei endlich garantiert sein letzter Besuch – was der Wahrheit entspricht, da Columbo den Mörder wenige Minuten später verhaftet. Columbos scharfem Verstand und seiner Beharrlichkeit ist der Mörder letzten Endes immer unterlegen. Oft reagiert der Täter nach der Überführung seiner Tat erleichtert, da das Katz-und-Maus-Spiel zwischen ihm und Columbo nicht mehr auszuhalten war.
Columbos beiläufig geführte „Gespräche“ mit den Tätern sind von Anfang an gut getarnte Verhöre. Zunächst dienen sie Columbo als Erkenntnisgewinn zur Erhärtung seines Verdachts. Im Verlaufe der Gespräche dienen sie dazu, den Täter immer mehr zu verunsichern und ihn zunehmend in Panik zu versetzen. Verzweifelte Versuche, Columbo unwirsch abzuwimmeln oder belastende Verdachtsmomente zu zerstreuen, bleiben erfolglos. Obwohl ihnen Columbo zunehmend lästig wird, sind die Täter lange davon überzeugt, ihn weiterhin täuschen oder auf eine falsche Fährte locken zu können. Währenddessen sucht Columbo unermüdlich nach der entscheidenden Schwachstelle im Plan oder in der Persönlichkeit des Täters, die es ihm ermöglicht, diesen zu überführen. In einigen Folgen begeht der Täter einen zweiten Mord, um einen lästigen Mitwisser zu beseitigen. Hat Columbo den Mörder schließlich in die Enge getrieben, reagiert dieser in seiner Hilflosigkeit häufig mit beißendem Spott auf die Ausführungen Columbos, um diese als besonders unsinnig darzustellen. Die Mörder legen falsche Spuren, um den Verdacht von sich abzulenken, und verschaffen sich durch aufwendige Arrangements scheinbar sichere Alibis. Durch komplizierte Manipulationen versuchen sie den Eindruck zu erzeugen, dass sie zu einer bestimmten Zeit auf gar keinen Fall am Tatort gewesen sein können. Einige Täter sind technisch besonders versiert und dadurch Columbo, der auf diesem Gebiet deutliche Defizite hat, zunächst überlegen. Sie nutzen regelmäßig technische Geräte, die zum jeweiligen Produktionszeitpunkt neu und up-to-date waren – zum Beispiel hochkomplizierte Videoüberwachungsanlagen, Videorekorder oder spezielle Telefonanlagen, mit denen Telefonate manipuliert werden. Regelmäßig zum Einsatz kommen Tonbänder, Anrufbeantworter oder Fotoapparate. Diese Geräte werden von den Tätern eingesetzt oder manipuliert, um ihnen scheinbar sichere Alibis zu verschaffen. Da Columbo zunächst meist das technische Verständnis fehlt, um die Funktionsweise dieser Geräte zu verstehen, konsultiert er regelmäßig Experten und macht sich fachkundig – was ihn in die Lage versetzt, die Manipulationen der Täter zu durchschauen und sie so zu überführen.
Ein Hauptmotiv zahlreicher Täter ist Geld- oder Habgier. Einige Mörder eliminieren ihre Opfer, da sie belastende Informationen besitzen oder ihnen beruflich im Wege stehen. Während Columbo zu den Tätern eine vor allem taktische und manipulative Beziehung aufbaut, zeigt er gegenüber den trauernden Hinterbliebenen der Opfer immer echtes Mitgefühl und wirkt deutlich betroffen, wenn diese ihren Schmerz ausdrücken. In diesem Zusammenhang ignoriert er gelegentlich kleinere Straftaten oder sieht über ein nicht vorhandenes Alibi hinweg. In vielen Fällen scheint Columbo Mitgefühl für die Täter zu hegen, da sie ihm in mancher Hinsicht selbst als leidende Opfer erscheinen.

## Veröffentlichungen

### Fernsehausstrahlung

#### Fernsehfilm und Pilotfilm
Der erste Columbo-Fernsehfilm Mord nach Rezept wurde am 11. Oktober 1969 im Ersten Deutschen Fernsehen ausgestrahlt. Der Pilotfilm Lösegeld für einen Toten folgte am 17. Mai 1973. Als deutscher Synchronsprecher von Peter Falk wurde in beiden Fällen Uwe Friedrichsen eingesetzt.

#### Staffel 1 bis 7

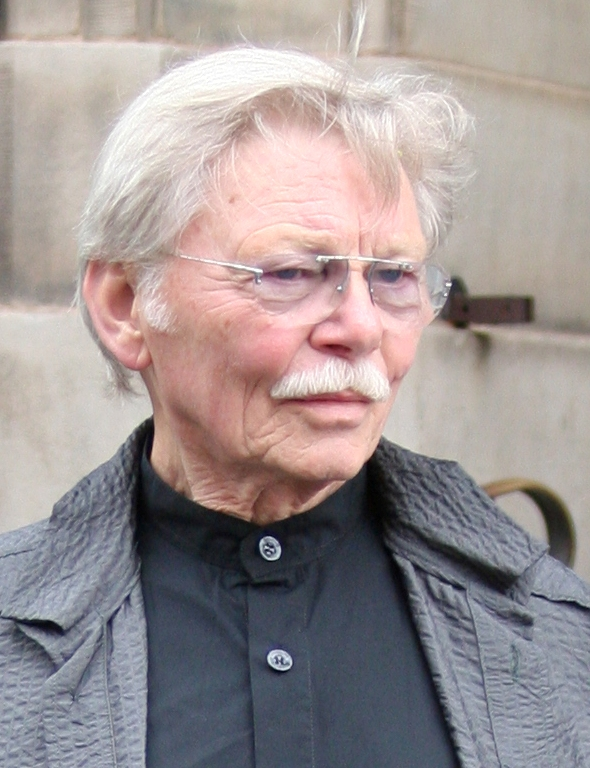
Uwe Friedrichsen

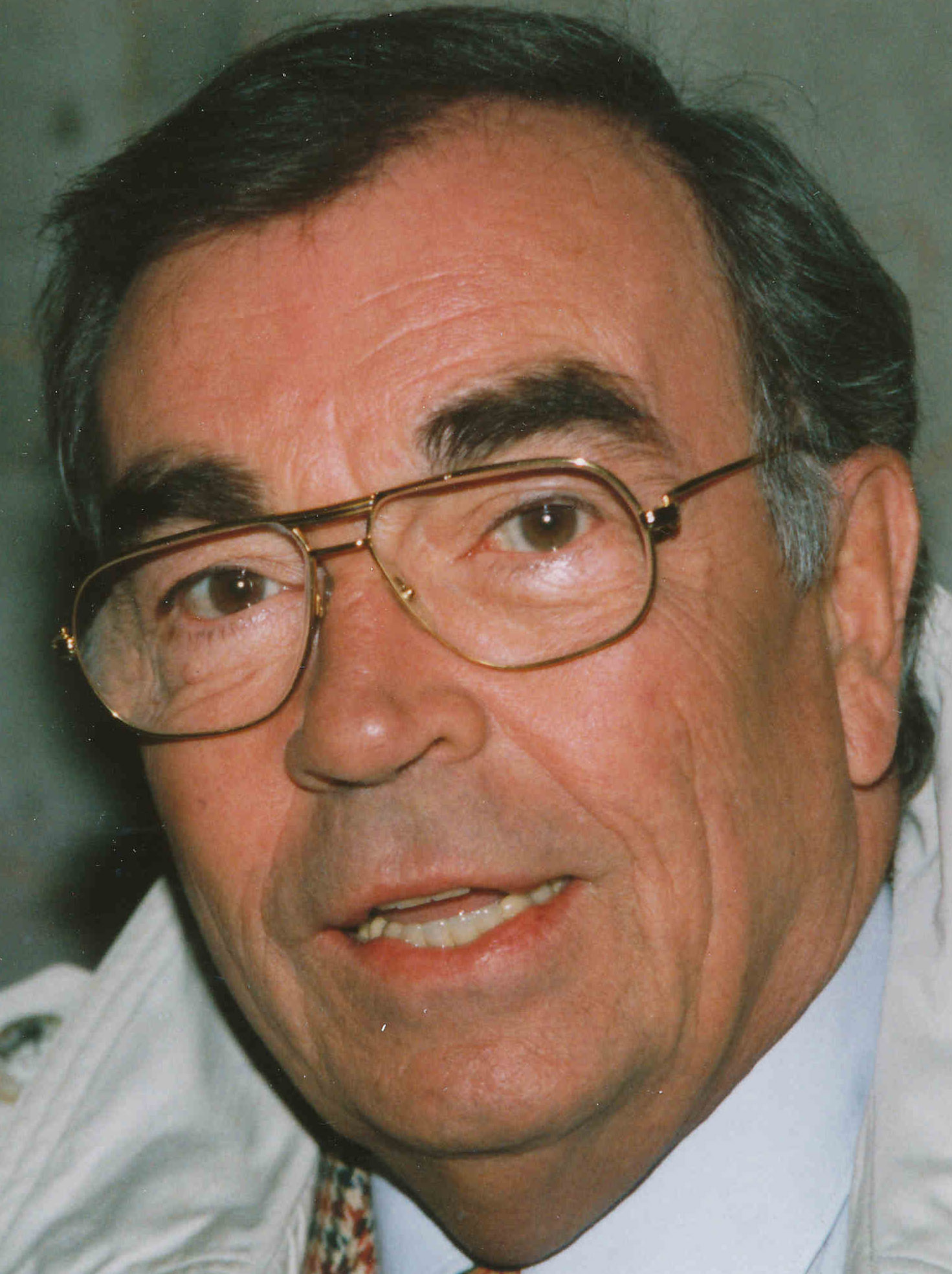
Claus Biederstaedt

Zwischen Dezember 1973 und März 1974 zeigte zunächst der Bayerische Rundfunk in seinem Dritten Programm sechs Episoden aus der ersten Staffel mit Klaus Schwarzkopf als Synchronsprecher für Columbo. Im Zeitraum vom 27. Februar 1975 bis zum 21. Oktober 1984 strahlte das Erste Deutsche Fernsehen anschließend den Fernsehfilm, den Pilotfilm und 27 der bis dahin 43 produzierten Episoden der sieben Staffeln deutschlandweit aus, allesamt weiterhin mit Klaus Schwarzkopf als Synchronsprecher für Columbo. Die deutsche Erstausstrahlung der 16 übrigen bis dato von der ARD nicht gesendeten Episoden erfolgte wöchentlich zwischen dem 7. Januar und dem 21. April 1992 bei RTL. Nachdem Klaus Schwarzkopf 1991 verstorben war, übernahm Claus Biederstaedt in diesen Folgen die Synchronisation von Columbo.

#### Staffel 8 bis 9
Vom 2. April 1991 bis 28. Mai 1991 zeigte RTL wöchentlich erstmals die insgesamt zehn Folgen der achten und neunten Staffel. Allesamt mit Klaus Schwarzkopf als Synchronsprecher von Columbo.

#### Staffel 10
Die ersten drei Folgen der zehnten Staffel strahlte RTL zwischen dem 28. April und 12. Mai 1992 aus. Für diese drei Folgen ist Claus Biederstaedt als Columbo zu hören. Für alle weiteren elf Episoden der zehnten und letzten Columbo-Staffel übernahm Horst Sachtleben die Synchronisation für Columbo.

#### Ausstrahlung
Die Serie läuft (Stand 1. November 2023) im deutschsprachigen Raum auf Sat.1 Gold und bei RTLup. In der Vergangenheit wurde die Serie zudem regelmäßig auf Sendern wie Super RTL, Nitro, ORF 1 (Österreich, bis 2012), ORF 2 oder 3 Plus (Schweiz, bis 2011) ausgestrahlt und wird damit seit Mitte der 1970er Jahre kontinuierlich gesendet bzw. wiederholt. Im Dezember 2014 begann die Ausstrahlung auf ZDFneo – hier griff der Sender zwar erstmals auf die neuen HD-Master zurück, sendete jedoch in hochskalierter Standardauflösung.

### DVD
Zwischen 2005 und 2012 erschienen alle 69 Episoden in neun Staffel-Boxen. Die einzelnen Episoden wurden teilweise minimal gekürzt publiziert, da ab der dritten Staffel auf das deutsche Master zurückgegriffen wurde. Bei dieser Edition wurde kritisiert, dass einige Szenen der ersten beiden Staffeln ohne deutschsprachige Synchronisation, sondern nur mit deutschen Untertiteln angeboten wurden, obwohl eine deutsche Fassung vorlag. Die Episode Tödliche Kriegsspiele wurde außerdem nur in der nachträglich gekürzten Videosynchronisation auf DVD veröffentlicht.
Die DVDs sind in Deutschland zudem in zwei Gesamtboxen erhältlich. Die Standardversion wird in einer Papp-Box ausgeliefert, während die limitierte Version aus einer dekorativen Holzbox mit mehrseitiger Heftbeilage besteht.

### Blu-ray
Die Episode Des Teufels Corporal mit Patrick McGoohan wurde einzeln als Blu-ray von Koch Media veröffentlicht. Einzig in Japan wurde die Serie in ihrer vollen Gänze von Universal Pictures Japan auf Blu-ray als Gesamtbox veröffentlicht. Diese enthält sowohl die japanische als auch die englische Tonspur.
Im Dezember 2023 folgte in den USA eine Veröffentlichung von 45 Folgen der Serie auf Blu-ray durch Kino Lorber. Die Box umfasst die ersten sieben Staffeln sowie den Fernseh- und den Pilotfilm (1968–1978) in der englischsprachigen Originalfassung.

### Dokumentarfilm
Peter Falk versus Columbo. 52 Min., arte, Regie: Gaëlle Royer, Pascal Cuissot. Frankreich 2015.

## Rezeption

### Kritik

Street-Art-Stencil

Columbo wurde von der Kritik für seine einzigartige Herangehensweise an das Krimi-Genre positiv beurteilt. Die Serie wird für ihr unverwechselbares Format anerkannt, bei dem die Zuschauer zu Beginn der meisten Episoden Zeuge des Verbrechens werden und so an der Seite von Lieutenant Columbo bei der Lösung des Rätsels mithelfen können. Peter Falks Darstellung des titelgebenden Charakters wurde weithin für seine exzentrische und fesselnde Performance gelobt, die den Kriminalgeschichten einen gewitzten Dreh verleiht.
Die Serie wurde mit zahlreichen Preisen und Nominierungen ausgezeichnet, darunter 13 Emmys, zwei Golden Globe Awards und zwei Edgar Awards, was ihre breite Anerkennung und ihren Erfolg unterstreicht. Darüber hinaus unterstreichen Medienpublikationen den zeitlosen Charakter von Peter Falks Darstellung und heben den Status der Serie als „bequemes Fernsehen“ hervor. Insgesamt verdankt Columbo seinen Erfolg der innovativen Erzählweise, den einprägsamen Charakteren und der anhaltenden Anziehungskraft über mehrere Generationen hinweg.
Laut dem BBC-Kulturjournalisten Shaun Curran und dem Journalisten Jason Diamond erfuhr die Serie während der COVID-19-Pandemie eine Renaissance und eroberte eine neue Generation zumeist jugendlicher und junger erwachsener Zuseher. Auf dem Kurznachrichtendienst Twitter wurden während der Pandemie zahlreiche Columbo-Memes gepostet.

### USA
Im Produktionsland USA löste die Filmreihe bereits kurz nach der Ausstrahlung der ersten Episoden im Herbst 1971 eine Columbomania aus. Innerhalb weniger Wochen tauchten die Figur des Columbo, sein Regenmantel und Schlagworte der Serie wie „Just one more thing …“ (dt. „Eine Frage hätte ich noch …“) in Zeitungen und Zeitschriften in den ganzen USA auf, Columbo-Imitationen von Comedians waren in Varietés und Nachtclubs zu sehen. Film- und Fernsehkritiker lobten die Reihe und priesen sie als beste neue Serie der Seriensaison 1971/1972. Nach Ausstrahlung der ersten Staffel gewann die Serie 1972 vier Emmy Awards bei insgesamt zehn Nominierungen. Unter anderem gewann Peter Falk für Columbo einen Emmy Award als bester Serienhauptdarsteller.
Unter dem Einfluss von Peter Falks eigenwilliger Darstellung des Lieutenant Columbo wurde eine Welle neuer TV-Polizeiserien mit sogenannten character cops ausgelöst. Unter diesen im Hauptabendprogramm ausgestrahlten Serien waren die mehr oder weniger erfolgreichen Serien Kojak (1973–1978), Barnaby Jones (1973–1980), Shaft (1973–1974) und The New Perry Mason (1973–1974). Auch heute noch beeinflusst Columbo neue Krimiserien. Die Produzenten und Showrunner der 2023 veröffentlichten US-amerikanischen Fernsehserie Poker Face berufen sich explizit auf Columbo als Vorbild. Der Medien-Redakteur Kevin Nitsch vom Bayerischen Rundfunk beurteilt die Serie entsprechend als „Wie Columbo… nur modern!“.
Noch heute genießt die mit zahlreichen Preisen ausgezeichnete Serie seit der ersten gesendeten Episode im Jahre 1968 dank kontinuierlicher Ausstrahlung von Wiederholungen eine weiterhin anhaltende Popularität. Im Jahre 1997 wurde die Columbo-Episode Tödliche Trennung (Regie: Steven Spielberg) auf Platz 16 der TV Guide’s 100 Greatest Episodes of All Time gewählt. Zwei Jahre später (1999) wurde Lieutenant Columbo im selben Magazin auf Platz 7 der 50 Greatest TV Characters of All Time gelistet. In den USA wurden dutzende Columbo-Fanartikel wie Spiele, Puzzles, Spielzeugpistolen, Spielzeugautos und Uhren herausgegeben. Als Phänomen der amerikanischen Popkultur wird die Figur Columbo bis heute in zahlreichen Filmen und Fernsehsendungen wie den Simpsons, der Sesamstraße oder Die Nanny erwähnt oder persifliert.

### International

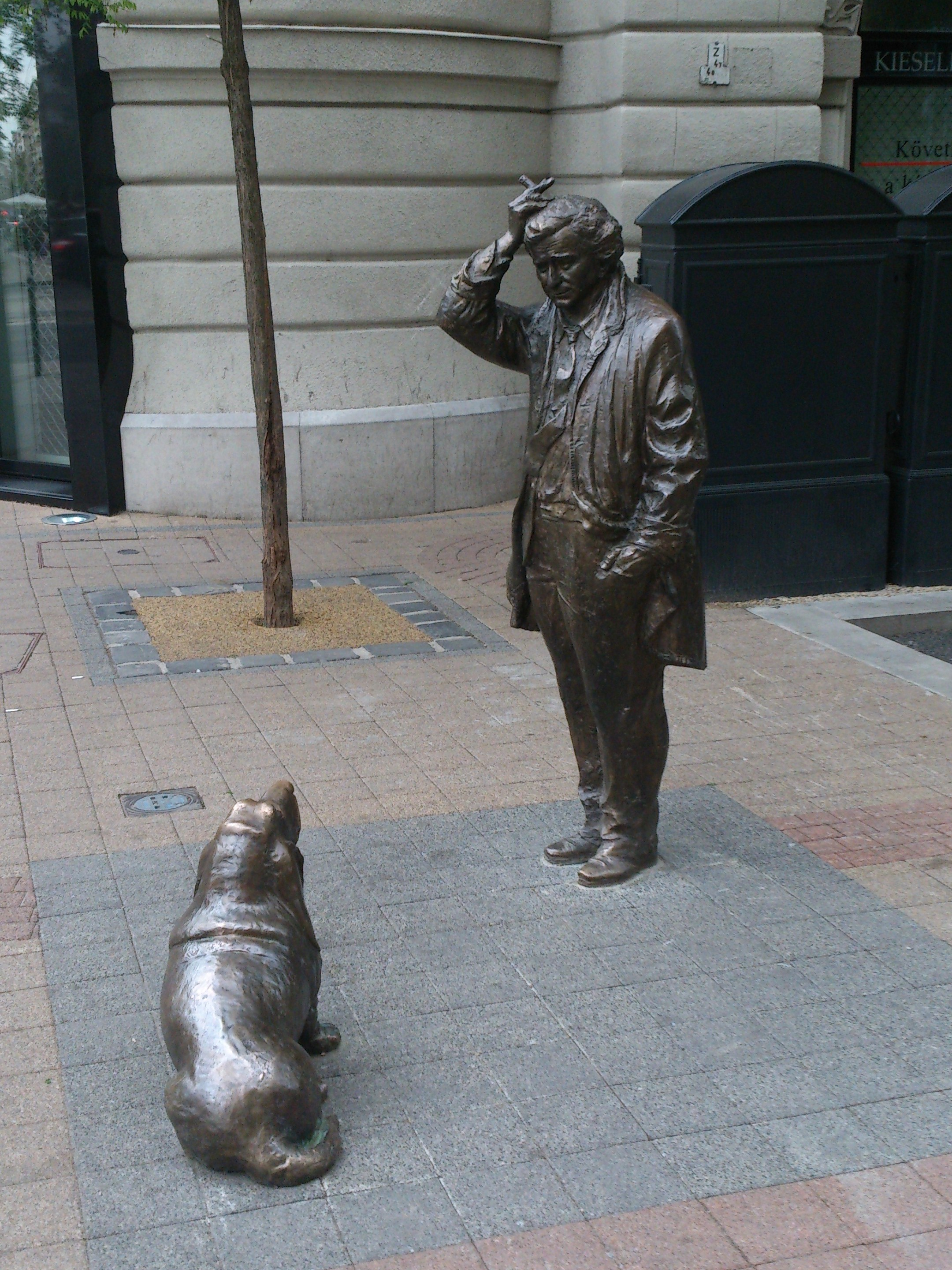
Columbo-Statue in Budapest

Außerhalb der USA war Columbo insbesondere in der Ausstrahlungsphase zwischen 1971 und 1978 ein großer internationaler Erfolg und wurde in 44 Ländern gesendet. In Deutschland, Österreich und der Schweiz genießen die Serie und die „Kultfigur“ Columbo bis heute weiterhin eine große Popularität. Columbo war auch ein Hit in Großbritannien, Frankreich, Italien (als Colombo), den Niederlanden, zahlreichen Ländern Osteuropas, Israel, Iran, Japan, Ecuador und Mexiko.
Im einst sozialistischen Ungarn genießt die Serie immer noch eine derart große Popularität, dass die Budapester Stadtverwaltung 2014 im Stadtzentrum der Hauptstadt Budapest eine lebensgroße, bronzene Columbo-Statue samt seinem Hund errichtete. Columbo war zudem im ehemals ebenfalls sozialistischen Rumänien ein Massenphänomen. Laut einem Artikel der Chicago Tribune befürchtete die rumänische Regierung, als die Produktion von Columbo im Jahre 1978 erstmals eingestellt wurde und keine neuen Folgen in Rumänien ausgestrahlt werden konnten, dass es zu Unruhen kommen würde. Peter Falk wurde vom US-Außenministerium gebeten, eine Ankündigung aufzunehmen, die im rumänischen Fernsehen ausgestrahlt werden sollte.
Der französische Schauspieler Yves Montand und der italienische Regisseur Federico Fellini erklärten Columbo zu ihrer absoluten Lieblingsserie. Der deutsche Regisseur Wim Wenders verband in seinem 1987 veröffentlichten Film Der Himmel über Berlin Peter Falk und dessen Alter Ego Columbo zu einem engelhaften Wesen. Die österreichische Pop-Band Wanda veröffentlichte 2017 ihren Song Columbo und erreichte damit Platz 1 der österreichischen Musikcharts.

### Auszeichnungen
| Preisveranstaltung | Kategorie                                                 | Episode / Staffel            | Gewinner                                                |
| ------------------ | --------------------------------------------------------- | ---------------------------- | ------------------------------------------------------- |
| Emmy Awards 1972   | Hauptdarsteller in einer Drama-Serie                      | Staffel 1                    | Peter Falk                                              |
| Emmy Awards 1972   | Drehbuch für eine Drama-Serie                             | Mord mit der linken Hand     | Richard L. Levinson und William Link                    |
| Emmy Awards 1972   | Herausragende Leistung im Bereich Schnitt bei einer Serie | Mord mit der linken Hand     | Edward M. Abroms                                        |
| Emmy Awards 1972   | Herausragende Leistung im Bereich Kamera bei einer Serie  | Ein Denkmal für die Ewigkeit | Lloyd Ahern senior                                      |
| Emmy Awards 1974   | Drama/Comedy Miniserie oder Fernsehfilm                   | Staffel 3                    | Produzenten Benton, Dodds, Hargrove, Kibbee und O’Neill |
| Emmy Awards 1974   | Herausragende Leistung im Bereich Kamera bei einer Serie  | Wein ist dicker als Blut     | Harry L. Wolf                                           |
| Emmy Awards 1975   | Hauptdarsteller in einer Mini-Serie                       | Staffel 4                    | Peter Falk                                              |
| Emmy Awards 1975   | Männlicher Gaststar in einer Drama-Serie                  | Des Teufels Corporal         | Patrick McGoohan als Col. Lyle C. Rumford               |
| Emmy Awards 1975   | Herausragende Leistung im Bereich Kamera bei einer Serie  | Playback                     | Richard C. Glouner                                      |
| Emmy Awards 1976   | Hauptdarsteller in einer Drama-Serie                      | Staffel 5                    | Peter Falk                                              |
| Emmy Awards 1990   | Hauptdarsteller in einer Drama-Serie                      | Staffel 9                    | Peter Falk                                              |
| Emmy Awards 1990   | Männlicher Gaststar in einer Drama-Serie                  | Mord nach Termin             | Patrick McGoohan als Oscar Finch                        |
| Emmy Awards 1994   | Weiblicher Gaststar in einer Drama-Serie                  | Der Tote in der Heizdecke    | Faye Dunaway als Lauren Staton                          |

| Preisveranstaltung         | Kategorie                                         | Gewinner                          |
| -------------------------- | ------------------------------------------------- | --------------------------------- |
| Golden Globe Awards 1973   | Beste Fernsehserie                                | Columbo                           |
| Golden Globe Awards 1973   | Bester Darsteller in einer Fernsehserie (Drama)   | Peter Falk                        |
| Goldene Kamera 1975        | Schauspieler                                      | Peter Falk für Columbo            |
| Bambi-Verleihung 1976      | Beliebteste Fernsehserie                          | Columbo                           |
| Edgar Allan Poe Award 1979 | Bestes Drehbuch für die Episode Mord à la Carte   | Robert Van Scoyk                  |
| Edgar Allan Poe Award 1979 | Spezialpreis der Mystery Writers of America Award | Richard Levinson und William Link |
| Bambi-Verleihung 1993      | Beliebteste Fernsehserie                          | Columbo                           |